# Неукротимый: Повелитель Чэньцин
«Неукротимый: Повелитель Чэньцин» (кит. 陈情令, пиньинь. Chén Qíng Lìng) — китайский телесериал в жанре сянься, снятый по роману Мосян Тунсю «Магистр дьявольского культа». Сериал рассказывает про двух друзей, которые должны разгадать серию тайн, связанных с их трагическим прошлым. Из-за цензуры в Китае гомосексуальные отношения главных героев из оригинального романа в дораме были заменены на «романтическую дружбу» и «броманс». В главных ролях Сяо Чжань и Ван Ибо.
Сериал выходил на Tencent Video с 27 июня по 20 августа 2019 года. 20-серийный специальный выпуск дорамы вышел в эфир на WeTV начиная с 25 декабря 2019 года. Показ в России начался с 27 октября 2020 года на официальном Youtube-канале WeTV Russia с русскими субтитрами.
«Неукротимый: Повелитель Чэньцин» получил критический и коммерческий успех, как на местном, так и на международном уровне. Критики похвалили актёрскую игру, сильный сюжет, хорошо прописанных персонажей, изысканные костюмы и грим. Сериал занял первое место по индексу популярности в Китае среди 631 сериалов, вышедших с 2019 по первую половину 2020 года. Также были выпущены два фильма спин-оффа, акцентирующие внимание на второстепенных героев: «Живая душа» (2019) и «Душа в смятении» (2020).

## Сюжет
События разворачиваются в фэнтезийном мире, основанном на Древнем Китае. В прошлом пять великих Орденов: Гусу Лань, Юньмэн Цзян, Цинхэ Не, Цишань Вэнь и Ланьлин Цзинь — сообща управляли миром, но глава клана Вэнь решил возвысить свой клан, подминая под себя все остальные. Главный герой, приёмный сын главы клана Цзян, открытый и весёлый Вэй Усянь знакомится с известным своим благонравием учеником клана Гусу Лань — Лань Ванцзи, которого начинает считать своим другом. После победы над общим врагом Вэй Усяня объявляют отступником, так как тот практикует Тёмный путь и взял под защиту невиновных оставшихся членов клана Вэнь. Вскоре Вэй Усянь учиняет расправу и погибает.
Через шестнадцать лет Мо Сюаньюй призывает дух Вэй Усяня и жертвует тому своё тело ради мести своим родственникам. После воскрешения Вэй Усянь сталкивается с Лань Ванцзи и другими людьми из своего прошлого.

## Создание

### Предпроизводство и съёмки
Предпроизводство дорамы заняло два с половиной года, включая написание и доработку сценария, а также создание декораций. Проект был впервые анонсирован в марте 2018 года. Сериал снимался с апреля по август 2018 года в Hengdian World Studios и Гуйчжоу. За две недели до съёмок актёры собрались на сеансы чтения сценария и прошли обучение боевым искусствам и этикету.
Из-за цензуры в Китае гомосексуальные отношения главных героев из оригинального романа были удалены из дорамы. Поскольку оригинальное произведение было написано в стиле «флэшбэка», сценаристы добавили некоторые сцены в сериал, чтобы улучшить понимание сюжета зрителем. Были подготовлены два варианта сценария: один рассказывается в хронологическом порядке, а другой следует за повествованием оригинальной новеллы — нелинейной. Наконец, исходя из того, чтобы не ломать ядро оригинальной истории, а полностью развивать и наслаивать сюжетную линию, команда решила принять смесь обоих стилей.

### Кастинг
Директор по кастингу создал специальную «карточку персонажа» для каждого прослушиваемого актёра, которая включала в себя подробные черты персонажа, такие как внешний вид, рост, стиль одежды и даже конкретные детали, например «у Вэй Усяня естественное улыбающееся лицо».
Сяо Чжань и Ван Ибо были объявлены ведущими актёрами в апреле 2018 года. Сяо Чжань был выбран из-за его «чистого взгляда», а Ван Ибо — «естественной холодности».
Лу Чжисин и Бянь Цзян, которые озвучили Вэй Усяня и Лань Ванцзи в радиопостановке и дунхуа соответственно, были приглашены и в дораму.

### Дизайн и концепция
По словам продюсера Ян Ся, разрабатывая декорации и костюмы различных кланов, команда начала с поиска культурного места, с которого можно было бы вдохновиться.
При разработке костюмов и декораций для клана Гусу Лань учитывалось влияние династии Сун. При проектировании «цзинши» использовались синие и зелёные оттенки, чтобы продемонстрировать элегантность и достойный характер клана; в то время как более тёмные оттенки дерева использовались для показа величия. Каскадные воротники и рукава костюмов подчёркивают строгость Гусу Лань.
Команда вдохновилась провинциями Хубэй и Цзянхань для клана Юньмэн Цзян. Тёплые и светлые тона демонстрируют жизнерадостную и свободолюбивую натуру клана. Архитектура и декорации были просторно спроектированы, а в лотосовом озере было использовано устройство для рециркуляции воды, позволяющее видеть рябь на поверхности озера.
Для клана Цинхэ Не декорации были спроектированы так, чтобы её окружали высокие стены, и вход в неё было нелегко увидеть. Для клана Цишань Вэнь использовались рисунки времён династии Шан. Для клана Ланьлин Цзинь дизайн был вдохновлён роскошью и элегантностью династии Тан.

### Проблемы
Когда актёры и съёмочная группа находились в Наньме, Дунъян, 11 июля 2018 года пожар вспыхнул на объекте, принадлежащем Hengdian World Studios. Сообщается, что огонь распространился на 300 квадратных метров и привёл к гибели двух работников студии.
Во время съёмок всплыл слух, что продюсеры дорамы заменили Лань Ванцзи в качестве любовного интереса Вэй Усяня на женскую героиню Вэнь Цин. Это вызвало значительную негативную реакцию среди поклонников оригинального романа. Вскоре съёмочная группа опровергла подобные утверждения.
29 июля 2019 года Tencent объявила, что VIP-пользователи имеют возможность платить за просмотр эпизодов, которые ещё не вышли в эфир. С 7 августа финальный эпизод был доступен для зрителей, которые решили воспользоваться этой возможностью. Это вызвало возмущение среди тех зрителей шоу, которые были обеспокоены тем, что финал будет испорчен, а также вероятностью того, что пиратский контент снизит просмотры сериала. В ответ Tencent объяснил, что таким образом они могут удовлетворить требования тех, кто просят, чтобы эпизоды были выпущены быстрее. В то время как остальные все ещё могут смотреть дораму в своём предпочтительном темпе.

## Актёрский состав

### Ведущие роли
| Актёр     | Персонаж             | Описание |
| --------- | -------------------- | --- |
| Сяо Чжань | Вэй Усянь (魏无羡)   | Имя при рождении: Вэй Ин (魏婴) Также известный как Старейшина Илина (夷陵老祖). Был первым учеником клана Цзян. Позже основал Иной путь заклинательства. Как оружием владеет мечом Суйбянь (随便) и флейтой-дицзы Чэньцин (陈情), известен своей способностью изобретать новые духовные техники, талисманы и устройства. Добросердечен, оптимистичен, озорен, предан и глубоко заботится о своих друзьях и семье. |
| Сяо Чжань | Мо Сюаньюй (莫玄羽)  | Внебрачный сын Цзинь Гуаньшаня и бывший ученик клана Цзинь. Принёс своё тело в жертву Вэй Усяню через ритуал, чтобы отомстить своим родственникам. |
| Ван Ибо   | Лань Ванцзи (蓝忘机) | Имя при рождении: Лань Чжань (蓝湛). Также известный как Хангуан-Цзюнь (含光君) и «Один из двух нефритов клана Лань». Как оружием владеет мечом Бичэнь (避尘) и гуцинем Ванцзи (忘机). Он холоден, строг, педантично соблюдает правила. Многим трудно найти общий язык с ним. Лучший друг Вэй Усяня. |

### Второстепенные роли

#### Клан Гусу Лань
- Лю Хайкуань — Лань Сичэнь (Лань Хуань, Цзэу-Цзюнь), глава и Первый нефрит клана Гусу Лань
- Хуан Цзытэн — Лань Цижэнь, уважаемый старейшина клана Гусу Лань, дядя Лань Сичэня и Лань Ванцзи
- Чжэн Фаньсин — Лань Сычжуй (раньше Вэнь Юань, сейчас Лань Юань), ученик клана Гусу Лань
- Го Чэн — Лань Цзинъи, ученик клана Гусу Лань
- Карман Ли — Лань И, единственная женщина-глава клана Гусу Лань

#### Клан Юньмэн Цзян
- Ван Чжочэн — Цзян Ваньинь (Цзян Чэн, Саньду-Шэншоу), глава клана Юньмэн Цзян
- Сюань Лу — Цзян Яньли, старшая сестра Цзян Чэна и шицзе Вэй Усяня, жена Цзинь Цзысюаня и мать Цзинь Лина
- Лу Цзянминь — Цзян Фэнмянь, бывший глава клана Юньмэн Цзян, отец Цзян Чэна и Цзян Яньли, приёмный отец Вэй Усяня
- Чжан Цзинтун — Юй Цзыюань (Госпожа Юй), жена Цзян Фэнмяня, мать Цзян Чэна и Цзян Яньли

#### Клан Цишань Вэнь
- Сю Цин — Вэнь Жохань, глава клана Цишань Вэнь, Верховный заклинатель
- Ван Жун — Вэнь Сюй, старший сын Вэнь Жоханя
- Хэ Пэн — Вэнь Чао, младший сын Вэнь Жоханя
- Мэн Цзыи — Вэнь Цин, целительница клана Цишань Вэнь
- Юй Бинь — Вэнь Нин (Вэнь Цюнлинь, Призрачный Генерал), младший брат Вэнь Цин
- Фэн Минцзин — Вэнь Чжулю (раньше Чжао Чжулю, Хуадань-шоу) телохранитель Вэнь Чао
- Лу Эньцзе — Ван Линцзяо, любовница Вэнь Чао
- Чжан Бин — Вэнь Мао, основатель клана Цишань Вэнь

#### Клан Цинхэ Не
- Ван Ичжоу — Не Минцзюэ (Чифэн-Цзюнь), бывший глава клана Цинхэ Не
- Цзи Ли — Не Хуайсан, глава клана Цинхэ Не, младший брат Не Минцзюэ

#### Клан Ланьлин Цзинь
- Шэнь Сяохай — Цзинь Гуаншань, бывший глава клана Ланьлин Цзинь, отец Цзинь Цзысюаня, Цзинь Гуанъяо, Цзинь Су и Мо Сюаньюя
- Ху Сяотин — Госпожа Цзинь, жена Цзинь Гуаншаня и мать Цзинь Цзысюаня
- Цао Юйчэнь — Цзинь Цзысюань, сын Цзинь Гуаншаня, муж Цзян Яньли и отец Цзинь Лина
- Чжу Цзаньцзинь — Цзинь Гуанъяо (Мэн Яо, Ляньфан-Цзюнь), внебрачный сын Цзинь Гуаншаня и глава клана Ланьлин Цзинь
- Яо Шухао — Цзинь Цзысюнь, двоюродный брат Цзинь Цзысюаня
- Цзинь Луин — Цинь Су, жена Цзинь Гуанъяо
- Ци Пэйсинь — Цзинь Лин (Цзинь Жулань), сын Цзинь Цзысюаня и Цзян Яньли, племянник Цзян Чэна и Вэй Усяня
- Ван Ифэй — Ло Цинъян (Мянь-Мянь), ученица клана Цзинь

#### Арка города И
- Сун Цзиян — Сяо Синчэнь, один из учеников Баошань-саньжэнь, который покинул гору и отправился в мир смертных
- Ли Бовэнь — Сун Цзычэнь (Сун Лань), воспитанник храма Байсюэ, лучший друг Сяо Синчэня
- Ван Хаосюань — Сюэ Чэнмэй (Сюэ Ян), приглашённый ученик клана Вэнь
- Чэнь Чжосюань — А-Цин, молодая девушка, притворяющаяся слепой

#### Другие
- Фэн Цун — Су Миньшань (Су Шэ), глава клана Молин Су, бывший приглашённый ученик Гусу Лань
- Лю Тинъюй — Баошань-санжэнь, наставница Сяо Синчэня и бывшая подруга Лань И
- Цао Цзюньсян — Оуян Цзыжэнь, единственный сын главы клана Балин Оуян

## Отзывы и критика
Дорама имеет рейтинг 7,7 на сайте Douban и имеет самое большое количество рецензий на китайские сериалы. По состоянию на май 2020 года сериал собрал в общей сложности 8 миллиардов просмотров на Tencent. People’s Daily поставил высокую оценку за «замечательное представление китайских особенностей, демонстрацию традиционных культурных элементов через изысканные костюмы, традиционные китайские музыкальные инструменты», а также за передачу таких ценностей, как мужество, рыцарство и любовь к своей стране". Информационное агентство China News Service отметила изысканные костюмы и показ традиционного этикета, а также похвалила напряжённую интригу и хорошо связанную сюжетную линию.
Ван Ибо первоначально критиковался зрителями в первых эпизодах за его пустой актёрский стиль, но позднее актёр улучшил его с помощью указаний режиссёра.
Проект также получил значительную популярность во всем мире. Film Daily описал дораму как «глобальное явление» и приписала ей вклад за увеличение присутствия и популярности азиатского контента на популярных видеохостингах, таких как Netflix. Сериал имеет оценку 9,8 на Viki и 9,4 на MyDramaList, что делает его самым рейтинговым китайским сериалом на этих платформах. Неукротимый занял 36-е место в списке лучших телевизионных программ 2019 года по версии Tumblr, став первой китайской дорамой, когда-либо вошедшей в этот список.
Согласно «Исследовательскому отчёту о развитии аудиовизуального Интернета Китая», «Неукротимый» занял первое место по индексу популярности среди 631 сериалов, вышедших с 2019 по первую половину 2020 года.

### Финансовая сторона проекта
Неукротимый считается самой прибыльной дорамой 2019 года. Доход получили от встреч с фанатами, концертов, потоковых платформ, продаж альбомов и мерча.
Поскольку VIP-пользователям было разрешено заранее посмотреть финальные эпизоды шоу, более 2,6 миллиона новых и существующих подписчиков заплатили за разблокировку функции, что принесло более 78 миллионов юаней. Было продано более 1 миллиона копий саундтрека к альбому. Кроме того, в Таобао был открыт магазин товаров и продан официальный товар, выручка которого составила 1,17 миллиона юаней. Другим источником дохода стала оплата за ранний показ музыкального видео «Unrestrained». Выпуск журнала Bazaar с участием обоих ведущих актёров Сяо Чжаня и Ван Ибо, в течение трёх дней был продан в количестве более 330 000 копий, затем превысил 1,1 миллиона копий.
Более 326,7 миллиона человек заплатили от 30 до 50 юаней за просмотр прямой трансляции концерта Untamed National Style. Подсчитано, что платформа заработала более 100 миллионов юаней. Билеты на концерт были распроданы менее чем за 5 секунд, а цена билетов от спекулянтов доходила до 150 000 юаней от первоначальной цены в 627 юаней.

## Продвижение

### Фанмитинг в Таиланде
Фанмитинг состоялся в Бангкоке в Impact Theater 21 сентября 2019 года. Пришли около 9000 фанатов. Доходы от тайландского фанмитинга были пожертвованы жителям провинции Убонратчатхани, пострадавшей от наводнений.

### Концерт The Untamed National Style
Концерт проходил с 1 по 2 ноября 2019 года в Нанкинском Спортивном парке вместимостью 20 000 мест. Цены на билеты были проданы по 627 юаней и 1980 юаней, чтобы отметить первый день показа и последний день съёмок Неукротимого соответственно. На концерте было исполнено 16 песен, был сегмент взаимодействия актёров. Зрители могли смотреть концерт в прямом эфире через Tencent Video за плату от 30 до 50 юаней.

### Мобильная игра
Мобильная игра, основанная на Неукротимом, будет выпущена через NetEase.

### The Untamed Boys
Группа «The Untamed Boys» (кит. 陈情男孩), в состав которой входят Юй Бинь, Цзи Ли, Цао Юйчэнь, Чжэн Фаньсин, Сун Цзиян и Ли Бовэнь, впервые появилась на концерте Untamed National Style, исполнив песню «Fearless». Затем они появились на T Mall 11/11 Shopping Festival с песней «Fairytale». Также они снялись для Elle Men’s New Youth. Появились в шоу Youths Learning In Progress (кит. 少年听学中), которое транслировалось на Tencent Video 5 декабря 2019 года.

## Международное вещание
Телесериал транслируется через платформу WeTV в  Таиланде, Вьетнаме, Филиппинах, Индии и Индонезии. Также он транслируется на платформах Viki, ODC и YouTube.
«Неукротимый» был показан в Южной Корее по каналу Asia UHD начиная с 21 октября 2019 года.
В Японии показ начался на Asia Dramatic TV 19 марта 2020 года, а позже сериал был доступен на Wowow TV, Rakuten TV и U-Next. В Сингапуре показан на телеканале Channel 8, принадлежащем Mediacorp.
Сериал был переведён на 11 языков и транслируется на Netflix в Северной и Южной Америке, Европе, Австралии, Филиппинах и Индии с 25 октября 2019 года.
С 27 октября 2020 года транслируется с русскими субтитрами на Youtube-канале WeTV Russian. Премьера на российском телевидении состоялась 16 ноября 2023 года на телеканале FAN. Помимо этого дорама доступна для просмотра в онлайн-кинотеатрах Wink и Okko.

## Спин-оффы
Будет выпущено до трёх фильмов, которые послужат спин-оффом к телесериалу.

### The Living Dead (2019)
The Living Dead (кит. 生 魂, пиньинь. Shenghun, рус. Живая душа). Фильм фокусируется на истории Вэнь Нина и Лань Сычжуя. Выпущен на iQiyi 7 ноября 2019 года.
В ролях:
- Юй Бинь — Вэнь Нин (Вэнь Цюнлинь, Призрачный Генерал)
- Чжэн Фаньсин — Лань Сычжуй (раньше Вэнь Юань, сейчас Лань Юань)
- Ван Ифэй — Сяо Цин
- Гао Хань — Сяо И
- Хэ Лун Лун — Чжоу Цзышу

### Fatal Journey(2020)
Fatal Journey (кит. 乱魄, пиньинь. Luanpo, рус. Душа в смятении). История фокусируется на приключениях братьев Не и Цзинь Гуанъяо. Был выпущен 26 марта 2020 года.
В ролях:
- Ван Ичжоу — Не Минцзюэ (Чифэнь-Цзюнь)
- Цзи Ли — Не Хуайсан
- Чжу Цзаньцзинь — Цзинь Гуанъяо (Мэн Яо, Ляньфан-Цзюнь)

## Список серий
| №  | Описание | Дата выхода     |
| -- | --- | --------------- |
| 1  | Вэй Усянь, известный как жестокий и злой Старейшина Илина, погибает при падении со скалы во время грандиозной битвы шестнадцать лет назад, но никто не видел его тела, не ощущал его душу и не уверен, мёртв ли он или может вернуться — это оказывается историей, которую учитель клана Лань рассказывает юным ученикам. В это время в деревне Мо слегка сумасшедший деревенский дурачок Мо Сюаньюй приводит в действие тёмный ритуал пожертвования тела, призывая Вэй Усяня взамен на месть издевающимся над ним родственникам. По завершении ритуала в его дом врываются его сводный брат со своими людьми, которые грабят его дом. Вэй Усянь в теле Мо Сюаньюя пытается понять, что именно ему нужно сделать. На его теле четыре раны, которые не заживут, пока Мо Сюаньюй не будет отмщён. Одновременно он узнаёт немного о себе: например, что он или носит маску, или пудрит лицо, как женщина. Всё это случилось с ним после того, как он был изгнан из клана Цзинь, где находился на обучении. Вместе с возвращением Вэй Усяня в деревне Мо появляются злые духи, изгнать которых прибывают адепты из прославленного клана Гусу Лань, и Вэй Усянь впервые видится с Лань Сычжуем. Вэй Усянь вламывается на торжественный приём, где обвиняет родственников в том, что они воруют его вещи и бьют его. Хоть он и добивается позора, для мести этого недостаточно. Ученики клана Лань расставляют везде знаки призыва нечисти, которые создал сам Старейшина Илина — хоть его и презирали, это не мешало им пользоваться его трудами. Под предлогом игры он берёт один флаг чтобы убедиться, что тот начертан верно и увидеть расстояние, с которого нечисть будет привлечена. Ночью Вэй Усянь играет на самодельном инструменте из листка, похожем на свисток. Сычжую эта мелодия кажется знакомой. Тёмный дух нападает на семью Мо, трое родственников покараны. Ученики отправляют сигнал Лань Чжаню, а значит Вэй Усяню нужно поторопиться. Лань Чжань появляется вовремя и, по замечанию Вэй Усяня, носит по кому-то траур. Злым духом оказывается разгневанный дух меча, повреждённый Печатью Тьмы, которая была уничтожена шестнадцать лет назад вместе с Вэй Усянем. Закончив свои дела здесь, Вэй Усянь покупает ослика, даёт ему кличку Яблочко и покидает деревню: три из четырёх ран затянулись, но о четвёртой он ничего не знает. | 27 июня 2019    |
| 2  | Вэй Усянь сталкивается с последователями другого клана, которые используют его Компас Тьмы у подножия горы Дафань. Заинтересовавшись историей о пожирателе душ на этой горе в заброшенной обители заклинателей, Вэй Усянь тоже следует туда. По пути он знакомится с А-Янь, девушкой, которая якобы сошла с ума из-за гибели своего жениха, а на самом деле её душа была похищена и возвращена повреждённой. Вэй Усянь впервые встречается с Цзинь Ли, своим племянником, когда в сети для нечисти попадаются адепты других кланов. От него он узнаёт, что Мо Сюаньюй — внебрачный сын прошлого главы клана Цзинь. Цзян Чэн превратился в непримиримого борца со всеми, кто идёт по пути Старейшины Илина, и даже хочет убить Вэй Усяня, но в это вмешивается клан Лань во главе с Лань Чжанем. В противовес Цзян Чэну эти шестнадцать лет Лань Чжань проводит в поисках любых следов Старейшины Илина, но пока безуспешно. Адепты клана Лань приводят в негодность все четыре сотни сетей на горе Дафань ради честной ночной охоты между кланами. На горе Дафань они находят старое кладбище и узнают о храме Танцующей Богини на вершине горы. Поняв, что здесь находится кладбище клана Вэнь, Вэй Усянь понимает, с кем они имеют дело, и бросается на помощь Цзинь Лину — и как раз вовремя, в пещере оказываются все юные заклинатели. Танцующая Богиня и правда исполняет желания: на желание Цзинь Лина «пусть пожиратель душ появится здесь и сейчас» статуя оживает и нападает. Изготовив флейту из растущего рядом бамбука, Вэй Усянь призывает себе в помощники Призрачного Генерала, первого слугу Старейшины Илина, который сначала разбивает богиню, но его буйный нрав тоже необходимо усмирить, и Вэй Усянь играет мелодию, которую однажды, в далёком прошлом, сочинил Лань Чжань (эта мелодия — важный элемент всего повествования, которая повторяется в происходящем многократно; её название «вансянь» одновременно происходит от иероглифов имён Лань Ванцзи, он же Лань Чжань, и имени Вэй Усяня, а вместе это переводится как «забывать горести», вместе с этим «вансянь» оригинальное название первоисточника). Именно по этой мелодии Лань Чжань и узнаёт в Мэ Сюаньюне настоящего Вэй Усяня. Впрочем, другие тоже начинают это подозревать, в особенности — Цзян Чэн, его названный старший брат. Но так как его кнут Цзыдянь показывает, что это тело не было захвачено, ему не удаётся ничего доказать. Начало флэшбека: 16 лет назад ученики клана Юньмен Цзян, брат и сестра Цзян Чэн и Цзян Яньли и их сводный брат Вэй Усянь отправляются из своего дома, Пристани Лотоса, на обучение в клане Гусу Лань. | 27 июня 2019    |
| 3  | В близлежащий городок собираются будущие ученики, среди них клан Цзинь, известный своей избалованностью. Знакомство между Вэй Усянем и Цзинем Цзысюанем не задаётся изначально, после того как клан Цзинь выкупает все комнаты на постоялом дворе. Между Цзинь Цзысюанем и Цзян Яньли уже давно заключена помолвка, что, кажется, не нравится никому из них. Покидая постоялый двор, они случайно забывают там приглашение клана Гусу Лань, и теперь, прибыв в Облачные Глубины, не могут войти. Здесь Вэй Усянь впервые встречает Лань Ванцзи, но их знакомство не задаётся, несмотря на то, что путь далёкий и день близится к ночи, Лань Чжань не может нарушить правила и впустить их внутрь, а потому им приходится оставаться снаружи (на слишком громкого Вэй Усяня тот накладывает заклинание временного молчания). Ночью Вэй Усянь ломает защитный барьер и пробирается внутрь вместе с вином, но это не остаётся незамеченным: строгий Лань Чжань напоминает ему о строгих местных правилах (в числе которых «не шуметь ночью» и «не употреблять алкоголь»), и они затевают драку, в которой побеждает Лань Чжань. Он же и притаскивает Вэй Усяня к своему брату и дяде, которые являются главой и старейшиной клана соответственно. Здесь Вэй Усянь впервые сталкивается с марионеткой, созданной при помощи Проклятого Железа. Лань Чжань выбирает для Вэй Усяня наказание: триста раз переписать правила. Его попытка помириться с Лань Чжанем оказывается неудачной. В это же время глава могущественного клана отправляет в Облачные Глубины своего сына Вэнь Чао, а с ним ещё двух представителей от клана Вэнь, которые должны отыскать здесь осколок Проклятого Железа. Лань Сичэнь советует Лань Чжаню присмотреться к Вэй Усяню, ведь тот достаточно умный и хороший человек, и сражался с Лань Чжанем на равных. Вэнь Жохань направляет в поисках других осколков Проклятого Железа Сюэ Яна, жестокого и неуравновешенного убийцу. | 28 июня 2019    |
| 4  | Во время представления учеников в Гусу Вэй Усянь впервые знакомится с Не Хуайсаном, когда тот показывает ему пойманную канарейку, вопреки запрету держать питомцев. Кланы поочерёдно приносят свои подарки наставнику. Здесь же, в качестве помощника Не Хуайсана, впервые появляется Мэн Яо, внебрачный сын главы клана Цзинь, которого тот не признаёт, и с ним знакомится Лань Сичэнь, который впоследствии станет для него лучшим другом. Вторгаются и неприглашённые ученики клана Вэнь, с которыми из-за их неподобающего поведения едва ли не начинается драка. Вэй Усянь и Не Хуайсан ловят рыбу в реке к ужину. На учёбе Вэй Усянь откровенно скучает из-за количества правил и всячески развлекается, например, приклеивая на спину старейшины, неспешно прогуливающегося по классу, изображение черепахи, или отправляя к Лань Чжану оживлённого бумажного человечка. Чтобы усмирить его пыл, старейшина вызывает его отвечать, но разговоры Вэй Усяня об использовании тёмной энергии настолько не нравятся старейшине, что тот выгоняет его с урока. Прогуливаясь по окрестностям, Вэй Усянь лично знакомится со скромным и старательным Вэнь Нином и его сестрой Вэнь Цин, талантливой врачевательницей. То, что Вэй Усянь уже второй раз встречает её у западного склона горы, заставляет его внимательнее присмотреться к этому месту. | 28 июня 2019    |
| 5  | Вэй Усянь все ещё отрабатывает своё наказание, переписывая правила Гусу Лань — а следить за его исправлением поручено Лань Ванцзи. В библиотеке Вэй Усянь снова и снова пытается подружиться с Лань Ванцзи, но все его попытки не оборачиваются успехом: последний рвёт его рисунок, обижается на проделки Вэй Усяня, когда тот заменяет его книгу на порнографическую, и едва ли не вступает с ним в драку в библиотеке, несмотря на запрет сражаться. Не Хуайсан рассказывает о совах: птицах клана Вэнь, что везде шпионят, в том числе и за Гусу лань. В городке Цайи требуется их помощь: завёлся странный водный дух. Цзян Чэн с первого взгляда влюбляется в Вэнь Цин, на что она не явно, но все же отвечает ему некоторой взаимностью. Вэй Усянь, Цзян Чэн, брат и сестра Вэни напрашиваются на охоту за водным духом. Хоть Лань Чжань и напоминает о запрещающем правиле, Лань Сичэнь позволяет им, а на вопрос Лань Чжаня отвечает, что увидел на его лице желание, чтобы юноши клана Цзян их сопровождали. На озере Билин тварь оказывается более опасной, чем они предполагали. Лань Чжань спрашивает Вэй Усяня о его мече, который называется Суйбянь (в переводе иероглифов слово Суйбянь означает «какая разница», «как угодно», именно так и выгравировали на его мече, когда Вэй Усянь все никак не мог придумать ему достойного названия). Дух оказывается опаснее, чем они предполагали, но с ним удаётся справиться. Вэй Усянь спасает жизнь Вэнь Нину, за что тот теперь ощущает себя его должником. В подарок ему же Вэй Усянь делает амулет. Цзян Чэн покупает в подарок Вэнь Цин деревянный гребень. В городке Вэй Усянь тайком приобретает «Улыбку Императора». | 1 июля 2019     |
| 6  | По возвращении в Облачные Глубины Вэй Усянь, Не Хуайсан и Цзян Чэн тайком распивают вино, за чем их и ловит Лань Чжань. Отвлекая на себя внимание, Вэй Усянь подчиняет его талисманом и заставляет выпить: так он узнаёт о полной непереносимости Лань Чжанем любого алкоголя, ведь чашка вина способна свалить его с ног. Вэй Усяня забавляет такое его состояние, он укладывает Лань Чжаня в кровать, шутит о том, что его налобная лента, святейший атрибут клана Лань, который никому нельзя трогать, съехала и тянется её поправить. За нарушение правил о распитии вина, все получают наказание. Лань Чжань признаёт вину, но Вэй Усянь изо всех сил старается его выгородить и защитить. Несмотря на это, им обоим назначают самое высокое наказание, как зачинщику и как тому, кто сознательно нарушил правила. Лань Сичэнь, считая что наказание было суровым, подсказывает Вэй Усяню как быстрее залечиться в холодном источнике, где Вэй Усянь снова цепляется к Лань Чжаню. Вместе они проваливаются в подводную пещеру, где находят гуцинь и живых кроликов. Пещера защищена от чужих, потому Лань Чжань использует свою налобную ленту и связывает их руки для обхода барьера. В пещере они встречают старейшину Лань И, единственную женщину-старейшину и создательницу техники смертоносных струн. Она не призрак, но и не вполне жива, её существование связано с хранящейся в пещере частью Проклятого Железа и подавляет его своей духовной энергией. Старейшина рассказывает историю: много лет назад в Илине была обитель бессмертных, а части Проклятого Железа составляли одно целое, и главенствовал над этим Сяо Чунхай. Он попробовал подчинить себе тёмную энергию, принося в жертву людей. Пять кланов объединились для боя с ним, и Илин превратился в бескрайний могильник. Чтобы подавить Проклятое Железо, его разделили на части и спрятался, поклявшись не выдавать эту тайну потомкам. Старейшина случайно узнала о его существовании и нашла один из фрагментов в надежде использовать его во благо, но ничего не вышло, и ей пришлось пожертвовать собой. | 1 июля 2019     |
| 7  | Теперь, когда другие осколки Проклятого Железа появляются в мире, Старейшина больше не может его подавлять и отдаёт Лань Чжаню, как наследнику клана. Хоть дела клана Лань и не касаются Вэй Усяня напрямую, он отказывается стоять в стороне, ведь одной из тех, кто сохранял секрет Проклятого Железа, была вольная заклинательница Баошань, наставница его матери. И Лань Чжань, и Вэй Усянь приносят свои клятвы. Хоть они пробыли в пещере несколько часов, снаружи прошло больше суток. Клан Вэнь узнаёт о том, где и как хранится Проклятое Железо. Молодые ученики запускают в небо фонари и молятся богам, испрашивая для себя благословений. Вэй Усянь изготавливает фонарь и для Лань Чжаня, изображая на нём кролика, и хоть Лань Чжань отказывается зажечь фонари вместе, подарок он принимает. Вэй Усянь вступается за свою сестру Цзян Яньли и вступает в драку с Цзинь Цзысюанем (наследником клана Ланьлин Цзинь), так как тот хочет расторгнуть помолвку со старшей сестрой Вэй Усяня, обговорённую их семьями ещё в раннем детстве. Помолвка и правда оказывается расторгнута по желанию обеих семей. Учёба для Вэй Усяня, Цзян Чэна и Цзян Яньли завершена и они должны вернуться в Лотосовую пристань. Хоть старейшина Лань и говорит, что присутствие Вэй Усяня принесло им хлопоты, тот был талантливым учеником. Лань Чжань отправляется на поиски Проклятого Железа. | 2 июля 2019     |
| 8  | Цзян Чэн и Цзян Яньли покидают Гусу. Но Вэй Усянь не торопится домой в Юньмэн и отправляется на поиски куска Проклятого Железа вместе с Лань Ванцзи, а чтобы тот от него не отвязался — использует на нём связывающее их заклинание, запрещающее отдаляться друг от друга. В ближайшем городке они встречают друга по обучению, Не Хуайсана. Тем временем другой кусок находит Вэнь Чао в саду отшельницы Феи-цветочницы, известной тем, что она приглашает к себе искусных заклинателей. На самом деле настоящую Фею-цветочницу давно содержали в плену, а приглашения для заклинателей были ловушкой, чтобы скорее найти вторую часть Проклятого Железа. Параллельно этому Цзян Чэн так же путешествует в поисках Вэй Усяня, в одном из городов пересекаясь с Вэнь Цин. Хоть она и обязана служить клану и подчиняться Цишань Вэню, девушка успевает предупредить Цзян Чэна об опасности, что будет поджидать Вэй Усяня около горы Дафань. В пещере горы оживает статуя Танцующей Богини, похищающая все души окрестной деревни, и все жители теперь марионетки, желающие смерти героев. | 2 июля 2019     |
| 9  | Когда из ловушки, кажется, уже нет выхода, Вэнь Цин помогает им отвлечь внимание местных жителей. Чтобы спасти их, для начала необходимо убить магическую сову Вэнь Чао, в которой заключены души. Сделать это порываются Лань Чжань и Вэй Усянь. В лесу, преследуя птицу, они едва не теряются в тумане иллюзий и подвергаются нападению неизвестного. Герои узнают, что местные жители являются остатками её вымершего клана целителей, на которых обрушился гнев Танцующей Богини, из-за чего им с братом и пришлось примкнуть к жестокому Вэнь Жоханю. В свою очередь, Танцующая Богиня обратилась ко злу, так как из неё был вынут могущественный артефакт, часть Проклятого Железа, и духовной сущности пришлось черпать энергию извне. Четверо, кроме Вэнь Цин, прибывают в Юэян, где узнают о местном клане совершенствуюшихся Чан, который неожиданно прекращает посещать город. Когда они прибывают в их обитель, все оказываются мертвы, не без участия Проклятого Железа. | 3 июля 2019     |
| 10 | Вэй Усянь, Лань Чжань и Цзян Чэн встречают Сюэ Яна: безжалостного убийцу, служащего клану Цишань Вэнь. За ним уже ведут охоту два известных всему миру заклинателя: Сяо Синчэнь и Сун Лань, по их словах Сюэ Ян уже истребил несколько мелких кланов по пути сюда, и они следовали за ним много дней. Вэй Усянь помогает пленить его с помощью своего заклинания связывания, которое Сюэ Ян находит превосходным. Несмотря на явные признаки присутствия Проклятого Железа, ни у Сюэ Яна, ни на территории клана его нет. С подмогой присоединяются Не Хуайяан и Мэн Яо. Вэй Усянь немного узнаёт о своей семье, так как его мать и Сяо Синчень учились у одной и то же вольной заклинательницы Баошань. Пути героев расходятся: Сяо Синчень и Сунь Лань отправляются путешествовать, передав Сюэ Яна на содержание клана Не и сохраняя нейтралитет в противостоянии кланов, остальные же направляются во владения клана Не, в Нечистые Земли. Тут они узнают, что всем великим кланам приказано отправить по одному личному ученику в Цишань, к клану Вэнь, иначе тех заберут силой. Герои знакомятся с главой клана, Не Минцзюэ (он же под титулом Чифен-цзунь). Лань Чжань отправляется в Гусу, вернуть осколок Проклятого Железа в тайник. На утро Вэнь Чао требует выдать Проклятое Железо и Сюэ Яна, а когда клан Не отказывается — обвиняет их в сговоре с кланом Лань и объявляет им войну, говоря, что прямо сейчас его брат уничтожает Облачные Глубины. Глава клана Не видит, как Мэн Яо убивает главнокомандующего своего же клана, но сразу же спасает жизнь и самому Не, загородив его своим телом. Теперь Не ему не доверяет, и изгоняет из клана. | 3 июля 2019     |
| 11 | Опасность от клана Вэнь угрожает не только Облачным Глубинам или Нечистым землям, но и Пристани Лотоса в Юньмэне, куда и возвращаются Вэй Усянь и Цзян Чэн. Цзян Чэну приходится отправиться на перевоспитание в Цишань, а Вэй Усянь соглашается поехать добровольно, чем навлекает гнев мачехи, оскорблённой тем, что Вэй Усянь во всем лучшее её родного сына. Тем временем и на клан Гусу Лань совершает нападение клан Цишань Вэнь, наращивающий мощь для подавления других великих кланов, а на Лань Чжаня нападает тот же неизвестный воин, который сражался с ним и раньше во время охоты на сову, Вэнь Чжулю. Земли Облачных Глубин горят, последователи клана Лань во главе с Лань Чжанем отступают в пещеру, куда невозможно проникнуть без налобной ленты Лань. Один из адептов Лань, Су Шэ, оказывается предателем. Хоть у Лань Чжаня и есть возможность спастись, он обменивает себя и свой фрагмент Проклятого Железа на то, чтобы клан Вэнь покинул Облачные Глубины. Все три фрагмента Проклятого Железа теперь принадлежат клану Вэнь, даруя возможность превращать людей в мёртвых марионеток, исполняющих приказы. Все представители известных кланов собираются на перевоспитание. Здесь же они вновь встречают Лань Ванцзи. | 8 июля 2019     |
| 12 | Вэнь Чао начинает перевоспитание: у всех забирают личные мечи, а вместо обучения заставляют изучать правила и всех предков клана Вэнь. Вэй Усянь всячески высказывает непочтительность, например, начиная зачитывать правила клана Лань, за что получает наказание вместе с Лань Чжанем и Цзинь Цзысюанем. Защита и поддержка друг друга объединяет Вэй Усяня и Лань Чжаня ещё более тесной дружбой. Упорствующего Вэй Усяня отправляют в тюрьму, запирая в одной клеткой с собакой, при его фобии собак. Вэнь Нин втайне помогает ему, приносит лекарства для поддержания духовных сил и травы для залечения ран, которые он пока что припрятывает у себя для раненого Лань Чжаня. | 8 июля 2019     |
| 13 | Приносят известие, что на горе Муси завелось чудовище. Вэнь Чао заставляет всех учеников отправиться с ним на охоту в качестве живой приманки и щитов. Лань Чжань рискует потерять ногу, но упорно отказывается от помощи. Благодаря Вэй Усяню все получают привал и возможность немного передохнуть. Они находят подозрительную пещеру и ситуация выходит из-под контроля Вэнь Чао: его приказ ранить одну из учащихся, Мянь-Мянь, приводит к бунту остальных учеников. Завязывается потасовка, в которой Вэй Усянь захватывать Вэнь Чао в заложники. На их шум реагирует монстр, огромная Черепаха-Губительница. Приревновавшая Вэнь Чао к Мянь-Мянь наложница Цзяо-Цзяо хочет опалить девушку клеймом, но Вэй Усянь загораживает её своим телом. Вэнь Чао обрубает верёвки, оставляя учеников кланов внизу без возможности выбраться, но благодаря кленовым листьям на поверхности пруда Лань Чжань догадывается, что из пещеры может быть и подводный путь. Всем, кроме отвлекающего Вэй Усяня и раненого Лань Чжаня, получившего дополнительную травму и так раненой ноги, удаётся выплыть на поверхность. Черепаха перекрывает единственный путь к отходу. Вэй Усянь заботится о Лань Чжане: мастерит для него подобие шины с помощи веток и используя его налобную ленту, разводит для них костёр, убирает застой крови в его теле, использует для него лечебные травы. | 9 июля 2019     |
| 14 | Не дожидаясь помощи, которая придёт только через несколько дней, Вэй Усянь и Лань Ванцзи решают сразиться с Черепахой-Губительницей, чтобы выбраться из пещеры. Они используют все брошенное оружие, магические струны и делают массивные пучки стрел. Вэй Усянь обнаруживает внутри панциря черепахи проклятый меч, находящийся среди остатков трупов: именно меч и помогает им победить черепаху, и теперь черёд Лань Чжаня заботиться о потратившем все силы Вэй Усяне, он передаёт ему свои духовные силы и, по просьбе Вэй Усяня, даже поёт для него особенную песню. В себя он приходит снаружи, где их спасают Цзян Чэн и Цзинь Цзысюань, убедивший свой клан на восстание против тирании. Вэнь Чао получает от отца наказ найти Сюэ Яна и последний, четвёртый обломок Проклятого Железа, позволяющего управлять всеми мертвецами, перехватывая даже тех, что были созданы только одним обломком. Раненый Вэй Усянь и Цзян Чэн возвращаются в Пристань Лотоса. Присутствие Вэй Усяня вновь раздражает его мачеху, которая вновь заводит конфликт о том, что своего родного сына глава клана хвалит меньше. Вэй Усянь открыто говорит с Цзян Чэном, где убеждает последнего, что не претендует на его место, что всегда будет его помощником, и что тот в своё время будет отличным главой для своей семьи. Братья мирятся. | 9 июля 2019     |
| 15 | Глава небольшого клана Яо чудом выживает после нападения клана Вэнь и добирается до Пристани Лотоса предупредить их, ведь теперь все кланы, чьи дети ушли из Цишеня, должны быть истреблены. Глава клана Юньмэн Цзян решает отправиться на совет с главами других кланов в Ляньлин, чтобы выступить против экспансии клана Вэнь. Постепенно сила трёх осколков Проклятого Железа захватывает рассудок главы клана Вэнь. Во время отсутствия главы клана Цзянь в Пристань Лотоса прибывает Цзяо-Цзяо, наложница Вэнь Чао. Она требует от мадам Юй наказать Вэй Усяня за его, якобы, трусость в сражении с чудовищем, и мадам Юй соглашается, нанося Цзыдянем (кнут-кольцо с фиолетовой молнией, родовое семейное оружие) несколько ударов. Её ненависть к Вэй Усяню настолько сильна, что когда наложница заявляет, что этого недостаточно, и требует отсечь Вэй Усяню правую руку, она соглашается — но стоит Цзяо-Цзяо упомянуть, что вместо Пристани Лотоса будет сооружена тюрьма и надзорный пост, это наконец-таки заставляет мадам Юй дать отпор, и только вмешательство Вэнь Чжулю спасает наложницу от смерти. Она успевает послать сигнал — теперь уничтожение Пристани неминуемо. Мадам Юй передаёт Цзыдянь Цзян Чэну и насильно, связав их друг с другом, отправляет Цзян Чэна и Вэй Усяня из Пристани Лотоса, взяв с Вэй Усяня клятву защищать брата даже ценой своей жизни, если потребуется. В пути по реке они встречаются с главой клана Цзян и сестрой, что возвращались с совета. Узнав о произошедшем, глава клана связывает Цзыдянем всех троих, наказывая им не возвращаться в Пристань Лотоса, а сам решает вернуться к своей жене, и погибает вместе с ней. | 10 июля 2019    |
| 16 | Пристань Лотоса уничтожена, спаслись бегством лишь трое: наследник клана Цзян Чэн, его сестра Цзян Яньли и их названный брат Вэй Усянь. Они все возвращаются в Пристань Лотоса, но там никого, кроме мёртвых тел и людей клана Вэнь. И хоть Цзян Чэн порывается вернуться и сражаться, Вэй Усянь убеждает его оставаться в живых ради своей сестры. По реке они уходят к другому городу, Цзян Яньли серьёзно заболевает. Вэй Усянь вынужден отправиться за лекарствами и едой, пока их продолжают искать люди клана Вэнь во главе с Вэнь Чжулю, известным как Уничтожающий Ядра. Когда его почти что узнают и схватывают, Цзян Чэн попадается врагу. В попытке его освободить Вэй Усянь возвращается в Пристань Лотоса, где сталкивается с Вэнь Нином, который тоже здесь по приказу клана вместе со своей сестрой. Хоть ненависть сильна ко всему клану Вэнь и он может взять в заложники своего друга, он этого не делает. Вэнь Нин сам предлагает свою помощь в спасении Цзян Чэна. | 10 июля 2019    |
| 17 | Вэй Усянь успешно вызволяет Цзян Чэна из плена с помощью Вэнь Нина, который зовёт их спрятаться в Илине, оккупированном кланом Цишань Вэнь, где Вэнь Цин сможет ему помочь. Они оказываются в самом сердце сторожевого поста, где их будут искать в последнюю очередь. Но Цзян Чэн вовсе не рад тому, что остался жив. Оказывается, что его Золотое Ядро, источник духовной силы, было уничтожено во время пыток. Теперь ему не быть заклинателем, и он не сможет отомстить за смерть родителей. Чтобы помочь ему Вэй Усянь изучает все медицинские трактаты, что ему доступны, и в конце концов находит единственный способ: пересадить брату собственное Золотое Ядро. Хоть нельзя быть уверенным в том, что эта операция будет возможна, и шансы на смерть и на успех равны, Вэй Усянь все равно просит попробовать, считая, что половина — вполне себе неплохо. | 15 июля 2019    |
| 18 | В лесу Вэй Усянь находит раненного Сун Ланя, с которым не виделся со времён пленения Сюэ Яна. Он просит Вэнь Цин вылечить его. Сунь Лань рассказывает свою историю: несколько месяцев назад он отправился в свой храм к своему наставнику, но к тому времени Сюэ Ян убил всех, кто там находился, а сам поджидал его возвращения и нарочно его ослепил, чтобы таким способом отомстить Сяо Синчэню. А здесь он оказался чтобы найти бессмертную наставницу Баошань, что могла бы ему помочь. Вэй Усянь додумывает эту легенду для своего брата, убеждая, что он знает как найти эту наставницу, и что она может восстановить его Золотое Ядро. Для его убеждения он придумывает правила: не открывать глаз по пути на гору, назваться Вэй Усянем, и никому не рассказывать о том, что с ним там произойдёт. Когда Сун Ланю становится лучше, Вэй Усянь отправляет с ним в безопасное место Цзян Яньли. А Цзян Чэн по наказу Вэй Усяня отправляется на гору в Илине, в поисках заклинательницы, где и находит то, что ищет. В это же время кланы, желая отомстить за произвол, объединяются против клана Вэнь, что получает название Низвержение Солнца (Аннигиляция Солнца). Они уничтожают посты и возвращают захваченные земли, одним таким отрядом руководит Лань Чжань. | 15 июля 2019    |
| 19 | После того, как Цзян Чэн снова обретает Золотое Ядро, ослабленного Вэй Усяня настигает Вэнь Чао. Он хочет убить Вэй Усяня, но тот угрожает ему после смерти переродиться злым духом и преследовать клан Вэнь, так как не с рождения жил в клане и не проходил обряд успокоения души, как остальные. Это пугает Вэнь Чао и он вместо смерти подвергает Вэй Усяня пыткам, а затем доставляет его в Могильные холмы Илина, на гору Луаньцзан, место тёмной силы. Здесь так много ненависти и тёмной энергии от не захороненных тел после древней битвы, что отсюда никто не выбрался живым. Люди Вэнь Чао также захватывают в темницу брата и сестру Вэнь. Но Вэй Усянь не погибает на холмах Илина, вместо этого меч, который он уже давно забрал из Черепахи-Губительницы и носил в своём мешочке, с помощью попавшей на мешочек крови соединяется с тёмной энергией могильника, и Вэй Усянь, движимый желанием отомстить, теперь способен совладать с тёмной энергией, для использования которой нет нужды использовать Золотое Ядро. Лань Чжань и Цзян Чэн прибывают в Цишань, истребляя всех приспешников клана Вэнь в поисках Вэй Ина, где узнают, что того сбросили в могильник, и что от него не осталось ни души, ни тела. Лань Чжань забирает себе его меч, до сих пор хранившийся в Цишане. Все, разлучённые войной, так или иначе пересекаются. Лань Чжань и Цзян Чэн намерены отправиться в Илин, никому не говоря о надежде узнать что-то о Вэй Усяне. | 16 июля 2019    |
| 20 | Вэнь Чао со своими приспешниками оказываются под прицелом этого таинственного врага с флейтой, насылающего на него видения и кошмары наяву. Цзян Чэн и Лань Ванцзи продолжают преследовать членов клана Вэнь в Илине, захватывая сторожевой пост — но их опередил неизвестный, который убил всех различными способами и развесил вокруг талисманы, притягивающие зло. Хоть Вэнь Чао и успевает скрыться, неизвестный убил его наложницу. В подземелье отряд обнаруживает Вэнь Цин. Цзян Чэн убеждает её отречься от клана Вэнь, так как их скоро уничтожат полностью, но она не может предать свою семью, ведь по крови она принадлежит клану Вэнь, к тому же Вэнь Чао забрал её младшего брата в Цишань. Цзян Чэн передаёт ей гребень, купленный когда-то ещё до начала войны, и обещает, что та всегда может попросить его о помощи, если каким-либо образом сможет передать гребень. Лань Чжань и Цзян Чэн отправляются по следу Вэнь Чао и Вэнь Чжулю. Наблюдая через дыру в крыше, они узнают в наполовину сумасшедшем бездомном Вэнь Чао, который безумно боится звука флейты, и встречаются лицом к лицу с тем, кто убивал всех на их пути: это Вэй Усянь. С Вэнь Чжулю расправляется Цзян Чэн. Встреча старых друзей не проходил гладко: Вэй Усянь не рассказывает, где был все это время, Лань Чжань упрекает его в использовании тёмной ци и в том, что Вэй Усянь свернул с Пути Меча, а также требует от него вернуться в Гусу и все объяснить, Цзян Чэн упрекает клан Лань в том, что они заходят слишком далеко в попытке требовать объяснений или контроле над внутренними делами клана. Братья возвращаются в Пристань Лотоса и возносят поклоны в храме предков. Уязвлённый Лань Чжань отступает. | 16 июля 2019    |
| 21 | Вэнь Чао умирает, месть завершена. На собрании кланов многие видят изменения в Вэй Усяне: он не носит с собой меч, его талисманы и искусство начинает казаться зловещим, а поведение слишком подозрительным. Сестра советует ему назвать свою флейту красивым именем, раз теперь это его духовное оружие, признавшее его хозяином, и тогда он называет её «Чэньцин» («выражающая чувства»). Каждый по-своему хочет ему помочь, но Вэй Усянь никому не рассказывает где был все эти три месяца. С помощью медитаций он старается обуздать тёмную энергию и сдержать её под контролем. Его искусство не по душе остальным главам кланов, о чём они говорят открыто, стремясь очернить и отдалить Вэй Усяня, который пропускает заседание совета. Во время прогулки по окрестностям он натыкается на солдат, конвоирующих остатки клана Вэнь, среди которых Вэнь Цин и её родственники с горы Дафань. Он использует флейту чтобы ненадолго перехватить контроль над людьми, и возвращается на совет с твёрдой уверенностью, что у него будет достаточно сил, чтобы сдержать Проклятое Железо. Хоть сначала Лань Чжань продолжает быть слишком негативно настроенным к использованию тёмной энергии, Лань Сичэнь говорит, что нельзя делить мир на белое и чёрное, и что необходимо опираться на стремление сердца человека. Этого пока ещё недостаточно для возобновления старой дружбы, к тому же Лань Чжань единственный, кто до конца понимает, что отказ от Пути Меча это отказ от самосовершенствования, ведь амулеты и заклинания всего лишь вспомогательны. | 17 июля 2019    |
| 22 | Хоть взгляды Лань Чжаня и Вэй Усяня все ещё разнятся, Лань Чжань ничего не рассказал Цзян Яньли о том, как именно теперь и с помощью чего сражается Вэй Усянь, что снова немного сближает их друг с другом. Вэй Усянь убеждает его, что это не тот самый Тёмный Путь, которого все боятся, а что-то новое, черпающее энергию иначе, и обещает не ступать на Тёмный Путь. Великие кланы разрабатывают план нападения на Безночный город — цитадель клана Цишань Вэнь и отправляются в дорогу. Марионетки, воскрешённые с тремя фрагментами Проклятого Железа, намного сильнее, выносливее и опаснее обычных людей, прямые стычки с ними опасны, но таинственный доносчик, работающий на Лань Сычэня, добывает для них карту расположения войск. Цзян Яньли тайно ухаживает за Цзинь Цзысуанем, что оказывается неправильно понято из-за разрыва их помолвки намного ранее. Заступаясь за сестру, Вэй Усянь теряет контроль над собой и вступает в драку с Цзинь Цзысюанем и его людьми. Оказавшийся рядом Лань Чжань усмиряет его своим голосом. Через семь дней начинается атака на земли вокруг города. Марионетки, набирая в своё войско и самих совершенствующихся солдат, постепенно теснят войска к Безночному городу и захватывают в плен главу клана Не. Хоть это слишком похоже на ловушку, Лань Сичэнь убеждает, что его тайный доносчик действительно друг, и ему нужно довериться. В логове Вэнь Жоханя открывается и его личность: это Мэн Яо, которого прежде клан Нэ изгнал с позором. Войска вступают в Безночный город и сражаются на ступенях самого Знойного дворца, где и прячется Вэнь Жохань. С помощью Проклятого Железа он поднимает всех мертвецов и направляет их на совершенствующихся, но Вэй Усянь, используя свою флейту, перехватывает контроль, заставляя их обратиться против солдат Вэнь. | 17 июля 2019    |
| 23 | Вэнь Жохань в бешенстве: Проклятое Железо ему не подчиняется. Он покидает стены дворца, чтобы лично увидеть того, кто ему противостоит — Вэй Усяня. На вопрос, что же противостоит Проклятому Железу он демонстрирует две половины артефакта, который называет Печать Тьмы, изготовленную из того самого проклятого меча, четвёртой части Проклятого Железа. Мэн Яо наносит Вэнь Жоханю удар в спину. С помощью Печати Тьмы Вэй Усянь уничтожает всех марионеток. Глава клана Не хочет убить Мэн Яо за предательство, ведь тот оскорблял его, и сам убил несколько адептов, осмелившихся плохо говорить о клане Вэнь, но Лань Сичэнь заступается за него, говоря, что без него ничего бы не вышло. Вэй Усянь теряет сознание на три дня, все это время Лань Чжань заботится о нём и играет на цине мелодию для очищения его разума и души. С его помощью Вэй Усяню становится лучше. Проклятое Железо уничтожено. Все, принадлежащие к клану Вэнь преследуются, даже женщины, дети и старики. Не в силу противостоять этому, Лань Чжань и Вэй Усянь играют для умерших мелодию упокоения. Победившие кланы образуют союз трёх братьев, в который входит Лань Сичэнь, Не Минцзюэ и Мен Яо. На пиру в честь победы глава клана Цзинь предлагает возобновить помолвку между Цзян Яньли и своим сыном Цзинь Цзысюанем. | 22 июля 2019    |
| 24 | Чтобы помолвка не выглядела как возможность кланов подняться выше, Вэй Усянь вмешивается с требованием дать слово Цзян Яньли. При всем своём неравнодушии к Цзинь Цзысюаню, девушка отказывается, считая, что сейчас её цель — восстановить Пристань Лотоса и носить траур по своим родителям. Клан Цзинь предлагает возобновить охоту на горе Байфэн, которая требует многих денег и ресурсов. При видимом перемирии глава клана Цзинь все же плетёт интриги, пытаясь найти Проклятое Железо. Они узнают, что последний фрагмент может находиться у Сюэ Яна, но Мэн Яо так же предполагает, что его обладателем может быть Вэй Усянь (и что именно с помощью этого фрагмента и была создана Печать Тьмы), таким образом он создаёт почву для слухов, что Вэй Усянь и Сюэ Ян сообщники. Клан Цзян возвращается в Пристань Лотоса. Цзян Чэн принимает командование своим кланом. Лань Чжань пытается попасть в запретную секцию библиотеки для изучения мелодий, чему противится его дядя. Хоть жизнь понемногу налаживается, Вэй Усянь не торопится приступать к своим обязанностям помощника, предпочитая проводить время в Юньмэне, где пересекается с Лань Сичэнем. Тот настаивает, чтобы Вэй Усянь вернулся в Гусу и позволил себе помочь прежде чем причинит кому-либо вред, на что Вэй Усянь отказывается. Ради изучения тайных мелодий Лань Чжань взламывает замок в библиотеку. | 22 июля 2019    |
| 25 | Цзинь Цзысуань лично прибывает в Пристань Лотоса с приглашением посетить охоту на горе Байфэн. Перед охотой участники проходят испытание с необходимостью попасть в мишени, но на этот раз перед мишенями ещё ставят пленных из клана Вэнь. Вэй Усянь становится безусловным победителем испытания, с завязанными глазами поразив одним выстрелом все мишени, а на охоте — загоняет нечисть в ловушки с помощью флейты. Лань Чжань и Вэй Усянь разговаривают, обозначая, что они друг для друга — родственные души на всю жизнь. У Вэй Усяня случается стычка с Цзинь Цзысюанем и, в особенности, его кузеном Цзинь Цзысюнем, в которую оказываются вовлечены все их родственники и знакомые, которые открыто оскорбляют и Вэй Усяня, и его мастерство, и то, что он больше не носит с собой меч даже на охоту. Цзинь Цзысуань пытается пригласить Цзян Яньли, но из-за неопытности только расстраивает её, что перерастает в конфликт, который едва получается успокоить — но, кажется, будущая свадьба дело почти решённое. Лань Чжань говорит брату, что хотел бы забрать и спрятать одного человека в Облачных Глубинах, на что тот отвечает, что сам человек этого, кажется, не хочет. На улице города Вэй Усянь замечает Вэнь Цин. | 23 июля 2019    |
| 26 | Вэй Усянь врывается на праздник клана Цзинь по завершении охоты. И как раз вовремя, спасая Лань Чжаня от предложенной Цзинь Цзысюнем чашки вина (никто не знает, что Лань Чжань катастрофически не переносит алкоголь). Он здесь по важному делу, ведь накануне в городе он встретил Вэнь Цин, а от неё узнал о том, что её брат Вэнь Нин, Вэнь Нина, который многократно помогал Вэй Усяню, угнан в плен лично Цзинь Цзысюнем, который использовал пленных из клана Вэнь в качестве приманки, и сильно наказал Вэнь Нина, что осмелился с ним спорить. Глава клана Цзинь, пользуясь моментом, начинает разговор о Печати Тьмы, намекая, что Вэй Усянь должен отдать её и не может хранить в одиночку, на что Вэй Усянь замечает, что все кланы равны, и клан Цзинь вовсе не занимает место главенствующего. Конфликт приходит к максимальной точке: Вэй Усянь требует освободить невиновных из клана Вэнь, в то время как Цзинь Цзысюнь требует убить каждого из клана. Вэй Усянь теряет самообладание, и все едва ли не заканчивается кровопролитием, но клан Цзинь отступает перед его могуществом. Вэй Усянь и Вэнь Цин отправляются по дороге в Цюнци, где должны находиться остатки клана Вэнь. Они находят там немногих выживших, но Вэнь Нина среди них нет: его, раненого и пробитого насквозь древком флага, ещё несколько дней назад сбросили в ущелье с телами мёртвых. С помощью флейты Вэй Усянь возвращает Вэнь Нина как Призрачного Генерала, созданного как марионетка, который убивает всех стороживших клан Вэнь. Сюда же прибывает и Лань Чжань с целью отговорить Вэй Усяня отступать с Истинного Пути. | 23 июля 2019    |
| 27 | Лань Чжань и Вэй Усянь оказываются по разные стороны. Вэй Усянь напоминает ему о принесённой когда-то клятве защищать слабых и противостоять злу и спрашивает, правильно ли они поступают и кто может сейчас их рассудить, и он согласен вступить в бой за свои убеждения и погибнуть от рук Лань Чжаня, если придётся. Лань Чжань не вступает с ним в бой, позволяя Вэй Усяню под прикрытием ночи и ливня увести людей в безопасное место, и хоть сохраняет внешнее спокойствие, проливает слёзы за своим лучшим другом, впервые открыто признавая, что мир нельзя поделить на белое и чёрное, и что нет единственно верного решения. Вэй Усянь приводит людей в могильники Илина, говоря, что теперь они с этим местом «старые друзья», и что жить здесь безопасно. Произошедшее беспокоит великие кланы, заслуги Вэй Усяня оказываются забыты, его обвиняют в сговоре с Сюэ Яном, в краже Проклятого Железа, в исключительной жестокости, в использовании им новых неизвестных талисманов, в непочтительности к кланам (последнее заставляет Лань Чжаня вступиться за него, но бесполезно). Они не согласны с тем, что спасать Вэнь Нина было правильным, ведь даже если Вэнь Нин и Вэнь Цин, по их мнению, не принимали участие в злодеяниях, они были позволяли им случаться и были пособниками. Во время спора Мянь-Мянь, оскорблённая происходящим и все ещё благодарная Вэй Усяню за спасение себя в пещере у Черепахи-Губительницы, покидает свой клан Цзинь. Даже защита клана Лань не способна помочь Вэй Усяню. Успешно сыграв на уязвленности Цзян Чэна как всегда второго после Вэй Усяня, его направляют на переговоры к Вэй Усяню в надёжно укрытую крепость в Илине. Цзинь Цзысюань наконец-то собирается с духом, чтобы признаться в чувствах к Цзян Яньли, уговаривая её остаться в Золотом Дворце с ним. Вэй Усянь обустраивает жизнь в Илине, заботится о ребёнке Вэнь Юань, племяннике Вэнь Нина, играет с ним и обещает посадить в грядку как редьку, чтобы он скорее вырос. Цзян Чэн воочию убеждается, что Вэй Усянь не собирается ни воевать, ни устраивать набеги, что здесь живут старики и дети, в отличие от того, что заявляют кланы. Здесь же он видит и Вэй Нина, и может убедиться, что Вэй Усянь не превращает мертвецов в свирепое оружие. | 24 июля 2019    |
| 28 | Цзян Чэн требует выдать всех людей, убить Вэнь Нина, а самому Вэй Усяню сдаться на милость кланов, от чего Вэй Усянь отказывается. Положение усугубляется тем, что если Вэй Усянь продолжит защищать клан Вэнь, пострадает и клан Цзян, так как их объявят его пособниками. Чтобы решить это, Вэй Усянь предлагает брату отказаться от него, и все, что он будет делать дальше — будет делать без какой-либо причастности к клану Цзян, чтобы решить это окончательно, братья договариваются о поединке. Вэнь Цин возвращает Цзян Чэну гребень, который тот когда-то преподнёс ей в знак того, что всегда придёт к ней на помощь, и, несмотря на явные романтические чувства между ними, окончательно прощается. В поединке Цзян Чэн ранит Вэй Усяня в живот, а спустившись в горы объявляет всем заклинателям, что Вэй Усянь изгнан из клана Цзян и является врагом для всех великих кланов. В Золотом дворце Цзян Цзысюань всячески старается наладить отношения с Цзян Яньли, в частности устраивая специально для неё пруд с лотосами. Месяц спустя Лань Чжань прибывает в городок рядом с Илином, где уже вовсю распускают недостойные слухи о Старейшине Илина и его некромантии. Он встречается с Вэй Усянем и маленьким А-Юанем, которому покупает игрушку. | 24 июля 2019    |
| 29 | Лань Ванцзи сообщает последние новости, в частности — о предстоящей свадьбе между Цзинь Цзысюанем и Цзян Яньли. Их беседу прерывает тревожная новость: Вэнь Нин впадает в безумство. Вэй Усянь с помощью Лань Ванцзи и его гуциня усмиряет его, и тот неожиданно приходит в себя как первый в истории разумный мертвец, которого все называют Призрачным Генералом. В благодарность Вэй Усянь проводит Лань Чжаня вглубь своего защищённого поста, показывая свои земли, и хоть Лань Чжань беспокоится о Вэй Усяне и том, сможет ли он совладать с энергией Печати Тьмы, он не может ему помочь. Когда они расстаются, Вэй Усянь узнаёт, что Лань Чжань за свои деньги приобрёл для его людей много еды в городе, и говорит о широком Пути для всех, на котором не протолкнуться — но он будет идти по своему мостику через пропасть во тьму, если так будет правильнее. В честь выздоровления Вэнь Нина в Илине небольшой праздник, где все наконец-то могут перевести дух и сытно поесть. По возвращении в Облачные Глубины Лань Чжань получает наказание в виде стояния на снегу за нарушение правила клана, которое гласит о запрете водить дружбу с порочными людьми. В Илине у Вэй Усяня появляются последователи, называющие себя его учениками, одевающиеся как он и пытающиеся использовать подобные талисманы. В это же время Вэй Усянь изобретает Компас Тьмы, ещё один артефакт. | 29 июля 2019    |
| 30 | Цзян Чэн и Цзян Яньли тайком приезжают в Илин, чтобы навестить Вэй Усяня. Хоть ему и нельзя будет посетить свадьбу, Цзян Яньли просит его придумать имя его будущему племяннику, и он выбирает имя Жулань, объединяя иероглифы и клана Цзян, и Цзинь, и семьи Лань. Цзян Яньли передаёт Вэй Усяню на память один из амулетов их отца. На малоплодородной почве Могильных Холмов Вэй Усянь пытается вырастить лотосы. Тем временем клан Ланьлин Цзинь готовится к большой свадьбе. Проходит год. В Илин приходят новости: у Цзян Яньли родился сын Цзинь Лин, Жулань, в Золотом дворце объявлено семидневное празднество, на которое прибывают посланники всех кланов. Клан Лань предлагает пригласить на праздник всех родственников, в том числе и Вэй Усяня, что хоть поначалу и становится причиной разногласий, улаживается после. Главы кланов решают, что это будет неплохим поводом для встречи и разговора со Старейшиной Илина, и, возможно, его даже получится уговорить вернуться на Путь Меча и добровольно отказаться от Печати Тьмы. Доставить письмо поручают Лань Чжаню, который открыто защищает Вэй Усяня и при всех называет его своим старым другом. В то же время Цзинь Цзысунь ощущает на себе странную болезнь. | 29 июля 2019    |
| 31 | Лань Чжань доставляет приглашение на праздник первой луны Цзинь Лина. Вэй Усянь готовит для ребёнка подарок-кисточку и сделанный им самим амулет-браслет, отпугивающий нежить. Кажется, что все налаживается, но на пути на них нападает Цзинь Цзисунь, уверенный в том, что Вэй Усянь наслал на него проклятье Сотни дыр и тысячи язв, одно из сложнейших и темнейших проклятий. Вэй Усянь не может его переубедить в своей непричастности из-за их давней вражды. В начавшейся драке Вэнь Нин набрасывается на всех участников засады, в числе которых есть и люди клана Лань, а Вэй Усянь и Цзинь Цзысюнь сходятся в битве. В их противостояние вмешивается Цзинь Цзысюань, лично отправившийся за своим кузеном. Цзинь Цзысюнь в ненависти к Вэй Усяню уничтожает созданный тем подарок для малыша. Цзинь Цзысюань пытается убедить их, что единственная возможность остановить это — отправиться в Золотой Дворец, но никто не доверяет друг другу достаточно, чтобы первым сложить оружие. Вэй Усянь использует Вэнь Нина для самозащиты, но что-то вмешивается в мелодию его флейты (в его глазах появляется ещё одна пара радужек), и Вэнь Нин нападает на Цзинь Цзысюаня, убивая в спину невиновного. Пока Цзинь Цзысюнь пытается отдать приказ об убийстве Вэй Усяня, Вэнь Нин убивает его. Солдаты обращаются в бегство. Пока в Золотом Дворце Лань Чжань узнаёт, почему Вэй Усянь ещё не прибыл, во дворец приходит новость об убийстве. Вэй Усяня, истощённого и бессознательного после потери сил, возвращают в могильники Илина, где он некоторое время находится без сознания, после чего почти впадает в бешенство, нападая на Вэнь Нина, но не может винить его в содеянном полностью, ведь чувствует и свою вину тоже. Вэнь Цин обездвиживает его иглой на три дня, после чего говорит о своём решении спуститься вместе с братом и сдаться. Хоть Вэй Усянь всячески отговаривает их и обещает попробовать найти того, кто стал причиной всему этому, Вэнь Цин говорит ему «спасибо» и «прости», самые важные слова. Вместе с ними с горы спускаются и остальные. Когда Вэй Усянь приходит в себя, уже слишком поздно что-то исправить. | 30 июля 2019    |
| 32 | Вэй Усянь пробирается в Золотой Дворец, который теперь вместо праздника погружён в траур. Он опаздывает, все люди из клана Вэнь уже казнены, а их тела на три дня вывешены за стенами одного из надзорных пунктов, кроме тела Вэнь Нина, которого, по разговорам, предали огню. Его замечают, но ему удаётся скрыться. Ночью главы кланов собираются для принесения клятвы и почтения погибшим в Безночном городе, сюда же является и Вэй Усянь, а также следующий за ним Лань Чжань. Главы кланов клянутся преследовать Вэй Усяня, на что он сам отвечает смехом с крыши ближайшего здания. Хоть почти все кланы (кроме клана Лань и Цзян) откровенно нападают на него словесно, хоть и не в силах ничем подкрепить ни свои слова, ни подозрения, Вэй Усянь противостоит им словесно, но когда один из адептов ранит его стрелой без предупреждения — он возвращает её с помощью своей силы, убивая последнего и заявляя, раз они хотят видеть его злым и тёмным, пусть не надеются получить от него добро. Начинается бой, в котором адепты кланов нападают на Вэй Усяня, кроме клана Цзян — и тёмная сила Вэй Усяня тоже не ранит их. В бой вмешивается Лань Чжань. Вэй Усянь говорит ему, что всегда знал о том дне, в который они сойдутся друг с другом в смертельной схватке, и хоть они действительно сражаются, никто не стремится ранить другого. Более того, Лань Чжань ещё уверен, что может помочь и спасти Вэй Усяня от расправы кланов, если тот доверится ему. Вэй Усянь не успевает ответить, на поле бойни его окликает выбежавшая из храма сестра. Лань Чжань велит ему играть на флейте и успокоить ту тёмную силу, которую он призвал — но внезапно кто-то ещё начинает играть ту же мелодию, мешая ему и перехватывая тёмную силу, которая теперь нападает и на клан Цзян, которого не касалась прежде, а также поднимает как марионеток убитых адептов. В бою Вэй Усянь не может защитить сестру, которой марионетки наносят рану. Пока Вэй Усянь склоняется над ней, кто-то из врагов хочет нанести ему удар в спину. Сестра успевает оттолкнуть его, получая удар в сердце. | 30 июля 2019    |
| 33 | Потеряв свою сестру, последнего человека, что любил его, Вэй Усянь не может остановиться в своём намерении убить всех. Когда он слышит крики с требованием забрать у него Печать Тьмы, он сам разламывает её на части бросает её в толпу воинов. Печать настолько сильна, что в состоянии впитать в себя даже темноту ночи. Теперь, когда ему нечего терять и ничто его не держит, он отступает назад чтобы упасть со скалы. В последнюю секунду Лань Чжань ловит его над пропастью и отказывается отпускать. Вмешивается Цзян Чэн, ненавидящий Вэй Усяня теперь ещё больше за смерть сестры. Без возможности проткнуть его мечом, он ударяет мечом в скалу. Вэй Усянь замечает, что от этого удара отвалится и тот кусок скалы, где стоит и Лань Чжань, а потому заставляет его отпустить себя и падает в пропасть. Конец флэшбека, возвращение в будущее спустя 16 лет. Вэй Усянь обнаруживает себя спасённым от гнева Цзян Чэна в Облачных Глубинах. Он узнаёт, что после его гибели Цзян Чэн не нашёл даже его тела, лишь неизвестные кости, а сам Лань Чжань начал искать его только спустя три года. В Облачных Глубинах же он вспоминает фрагменты своего прошлого во время обучения, в частности разговоры с сестрой и общение в Лань Чжанем. В Холодном источнике он случайно открывает часть тайны Лань Чжаня, увидев шрамы от дисциплинарного крута на его спине и клеймо клана Вэнь на груди, такое же, как и он сам когда-то получил в пещере Черепахи-Губительницы. Им не удаётся переговорить: случается неприятность, душа из меча деревни Мо вырвалась на свободу. Лань Чжань и Вэй Усянь успокаивают её с помощью игры на флейте и гуцине и обнаруживают влияние Печати Тьмы. Он так же ближе знакомится с Сычжуем, одним из учеников Лань Чжаня. Вэй Усянь уверен, что уничтожил Печать, и что её невозможно было восстановить в первоначальном виде, разве что кому-то удалось бы создать новую из Проклятого Железа, а последний его фрагмент так и остался у Сюэ Яна. Они решают следовать по подсказке духа меча, указывающего на север-запад и прибывают в Цинхэ. Здесь Вэй Усянь снова встречается с Цзинь Лином, своим племянником. | 31 июля 2019    |
| 34 | Цзинь Линь пугает Вэй Усяня своей собакой-оборотнем по имени Фея, но Лань Чжань вовремя вступается за него. От местного торговца они узнают о горном хребте и Крепости-Людоеде. Вэй Усянь понемногу узнаёт новости, например, что теперешним главой клана Не является его старый друг по учёбе Не Хуайсан, а старший брат, известный как Чифень-цзунь, неизвестно с чего впал в безумие и умер. Вэй Усянь рассказывает Лань Чжаню о своём страхе собак: в детстве ему приходилось бродяжничать и драться с собаками за еду. В некрополе, которым и является та самая Крепость-Людоед, они используют технику Расспроса Души, но заточённый здесь дух не может ни сказать своё имя, ни почему здесь находится, ни кто его убил, и этим самым отвечающим духом и является Цзинь Лин, попавшийся в ловушку и замурованный в стене. Кроме того, кто-то наслал на него тёмное проклятье и кто-то неизвестный следил за ними у некрополя. Сюда же в поисках племянника прибывает и строгий Цзян Чэн, который начинает подозревать в нём Вэй Усяня из-за панического страха перед собаками. Вэй Усяню приходится признаться. Цзян Чэн говорит, что ничто не сможет усмирить свою жажду мести и после сотни их смертей, но сначала нужно разыскать Вэнь Нина, которого видели где-то поблизости. Он оставляет Вэй Усяня на попечение своего племянника, но тот помогает ему сбежать в знак ответа за помощь в некрополе. Между ними происходит разговор, где Вэй Усянь учит его говорить «спасибо» и «прости», иначе однажды эти слова придётся произносить в слезах. Вэй Усянь оглушает Цзинь Лина и забирает его тёмное проклятье на своё тело. | 31 июля 2019    |
| 35 | Лань Чжань замечает след тёмного проклятья и предлагает Вэй Усяню понести того на спине, и хоть тот отказывается — он не принимает возражений, ведь когда-то он предлагал подобное и Лань Чжаню, перед стычкой с Черепахой-Губительницей. На постоялом дворе они встречаются с Не Хуайсаном, теперешним главой клана Не, которому и принадлежат земли некрополя. Именно он преследовал, а вернее, наблюдал за ними у некрополя и может что-то о нём рассказать. Оказывается, это родовая усыпальница клана Не, и клан отличается от остальных, ведь основатель клана был мясником, и долгое время клан Не шёл по другому Пути, а не по принятому Пути Меча, потому их сабли отличаются особой кровожадностью к нечистым тварям, а весь род подвержен безумию. Однажды туда влезли грабители, потревожили сабли и пропали бесследно — после чего клан Не использовал эти слухи для защиты от подобных инцидентов. Дух меча слишком живо реагирует на следы проклятья, Лань Чжань и Вэй Усянь играют для него мелодию Покоя, и их совместная игра напоминает Лань Чжаню о их общем прошлом, заставляя того улыбнуться. Они приходят к выводу, что меч на самом деле вёл их именно в ту усыпальницу. В некрополе они проверяют все сабли, но ни на одной нет следа Печати Тьмы. Но также в некрополе недостаёт и сабли Чифен-цзуня, Бася, ведь хоть и считается, что Чифен-цзень умер, никто так и не знает, где его тело. Вэй Усянь предполагает, что дух привёл их сюда чтобы обозначить, кто его хозяин, и теперь им следует двигаться по следу дальше, на запад. Они не сомневаются, что это приведёт их к телу Чифен-цзуня, а значит его помешательство и смерть не были случайностью. В Юэяне они останавливаются на ночлег, совсем как много лет назад, когда ловили Сюэ Яна. Лань Чжань рассказывает новости и о Сюэ Яне, который однажды просто появился в Золотом дворце и теперь прислуживает клану Цзинь, ведь Мён Яо заступился за него перед остальными кланами, а единственный свидетель тогдашнего истребления клана Чан отказался от обвинений в сторону Сюэ Яна, а потом того выпустили на свободу. Тех бессмертных, что когда-то ловили Сюэ Яна, уже давно никто не видел, после того как единственный свидетель клана Чан вскоре умер от меча Сяо Синчэня. Так как никто не верит, что Сяо Синчэнь был на это способен, и что все перевернулось с ног на голову, Лань Ванцзи отбирает у Вэй Усяня его чашу с вином под девиз «все меняется и все проходит». | 5 августа 2019  |
| 36 | При его непереносимости алкоголя Лань Чжань напивается и Вэй Усяню приходится о нём позаботиться. Он укладывает его в постель, вспоминает их совместное распитие алкоголя в учебные времена, и выходит на улицу, звуком флейты призывая Вэнь Нина. Тот совершенно безволен, закован в цепи и ведёт себя как марионетка из-за воткнутых в него гвоздей, с которыми разбирается Вэй Усянь. Вэнь Нин снова в сознании, но он сам не помнит, где был эти шестнадцать лет. Пьяный Лань Чжань выходит на тропу бесчинств: пытается своровать для Вэй Усяня куриц, оставляет на одном из столбиков дома надпись «Лань Ванцзи был здесь» (к ней Вэй Усянь после некоторой заминки добавляет «Вэй Усянь тоже был здесь»), но когда на них нападает неизвестный — может дать достойный отпор. Пользуясь тем, что Лань Чжань не может соврать, он задаёт ему вопросы: пил ли Лань Чжань «Улыбку Императора» в Гусу (ответ «нет»), нарушал ли он правила (ответ «да»), любит ли он кроликов (ответ «люблю»), и главный вопрос — почему Лань Чжань ему сейчас помогает, на то тот отвечает, что он сожалеет, что тогда в Безночном городе не стоял рядом с ним. На утро Лань Чжань ничего не помнит, Вэй Усянь убеждает его, что тот ничего не сделал, разве что много наговорил, например, что тому нравятся кролики. Но он помнит нападение, и что нападавший хорошо знал методику боя Лань. Хоть Вэй Усянь на секунду и предполагает, что нападавшим мог быть кто-то из клана, Лань Чжань это отрицает, а Вэй Усянь безоговорочно доверяет. Теперь им стоит двигаться на восток, к таинственному городу И, где неожиданно сталкиваются с юными учениками, которых возглавляют Лань Сычжуй и Цзинь Лин. В городе они обнаруживают следы Печати Тьмы, но не той, что принадлежала Вэй Усяню, а намного слабее. На них снова нападает неизвестный в маске демона, что нападал ночью, а юные ученики случайно оказываются отравлены. Хоть некоторые из-за этого в ужасе, Вэй Усянь говорит, что это отличный опыт и будет, что вспомнить в старости. Они находят единственный обитаемый дом со странной женщиной, что позволяет им здесь укрыться, и на ней Вэй Усянь видит такие же следы Печати Тьмы, как и на Вэнь Нине. | 5 августа 2019  |
| 37 | Арка города И. Вэй Усянь присматривает за учениками. Они сюда пришли из разных месте в погоне за неизвестным человеком или монстром, убивающим кошек. Вэй Усянь готовит для учеников острую рисовую кашу, чтобы быстрее вывести яд. В городе есть ещё живые люди, например, девушка лет пятнадцати, слепая и немая (А-Цин). Через окно Вэй Усянь замечает и отравленного порошком мужчину с завязанными глазами, и узнаёт в нём Сяо Синчэня, которого удаётся спасти. Дом окружают марионетки, а через крышу внезапно нападает подчинённый Печатью Тьмы Сунь Лань, с которым Вэй Усянь последний раз виделся перед пересадкой своего Золотого Ядра в Илине. Вэй Усяню удаётся сначала обезвредить его с помощью флейты, а затем и частично вернуть в сознание, вытащив из него такой же гвоздь, как и тот, что контролировал Вэнь Нина. Так как он не может говорить (Сюэ Ян лишил его языка), Вэй Усянь и Сычжуй используют Расспрос Души и задают три вопроса, на которые тот не сможет солгать: как его зовут («Сун Лань»), кто его убил («Сяо Синчэнь»), и кто им управляет («тот, кто сейчас позади тебя»), им оказывается Синчэнь, который пришёл в себя и направляет Сунь Ланя. Он не причиняет вреда ученикам, отпуская их всех, и беседует только с Вэй Усянем. Однако на самом деле это не Синчэнь, а Сюэ Ян, принявший его облик. Все это время Сюэ Ян знал о ещё одном фрагменте Проклятого Железа, он шёл по Пути, созданном Вэй Усянем, он же создал новую Печать Тьмы, и теперь почитает Вэй Усяня как своего учителя. От основоположника Иного Пути ему нужно тёмное искусство склеить мелкие осколки души и вернуть к жизни человека так же, как Вэй Усянь вернул к жизни Вэнь Нина. В драку с Сунь Ланем вступает Вэнь Нин, Лань Чжань — с Сюэ Яном. Вэй Усянь заботится о младших учениках. А-Цин выводит их к закрытому гробу, в котором, обклеенное талисманами, тело Сяо Синчэня, и именно осколки его души и были в мешочке Сюэ Яна. Хоть они и могут задать ей вопросы через Расспрос Души, Вэй Усянь считает это излишним, ведь вряд ли есть вопросы, на которые та сможет легко ответить, вместо этого же выбирая магическую технику Сопереживания, чтобы погрузиться в воспоминания. | 6 августа 2019  |
| 38 | Вэй Усянь использует технику Сопереживания с А-Цин. А-Цин притворялась слепой ради выгоды и мелкого воровства. На улице одного из городов она сталкивается с Сяо Синчэнем, который уже был слеп и носил повязку на глазах, и ворует у него кошелёк, что тот замечает. Случайно он спасает её от того, кого она обворовала, и девушка решает его сопровождать. Возле города И они находят раненого, сброшенного в канаву у дороги, которым оказывается Сюэ Ян, но так как Сяо Синчэнь слеп, а Сюэ Ян без сознания, они пока не знают о том, кого спасли. Когда Сюэ Ян приходит в себя, он не позволяет Сяо Синчэню касаться своей руки (тот может сразу же узнать его по отсутствующему пальцу) и благодарит за помощь. Так как А-Цин все ещё притворяется слепой, он испытывает её, бросая в неё конфету и направляя на неё меч с намерением убить, но в последний момент передумывает. А-Цин рассказывает о своих подозрениях Сяо Синчэню, например, что тот знает значение ночной охоты, и в целом говорит и выглядит странно, но Сяо Синчэнь не собирается его прогонять, и даже соглашается взять его с собой на охоту. Сюэ Ян по-своему пытается делать добрые дела: угрожает торговцу, что отказался продавать Сяо Синчэню товар, помогает залатать крышу с помощью своих навыков, приобретённых во время жизни на улице. Однажды в городе И появляется Сун Лань, который везде ищет Сяо Синчэня, с которым они рассорились и разошлись многие годы назад. На самом деле же Сюэ Ян только использовал Сяо Синчэня: во время их ночной охоты они истребляли не нечисть и марионеток, а живых людей, которых Сюэ Ян предварительно отравил и которых лишил языков, из-за чего меч Синчэня, указывающий на нечисть в любом виде, сам не мог их различить. И именно Сюэ Ян был отчасти причастен к ссоре лучших друзей, когда нарочно вырезал весь клан Сунь Ланя и ослепил того, чтобы тот выместил свой гнев на своём друге, который даже отдал ему свои глаза и зрение (в том моменте из прошлого, где в Илине Вэй Усянь встретил временно ослеплённого Сун Ланя, тот как раз возвращался после операции пересадки глаз, которую для него сделала вольная заклинательница Баошань по просьбе Синчэня, что, в свою очередь, подтолкнуло Вэй Усяня к созданию легенды о возвращении его брату Золотого Ядра). Во время боя Сюэ Ян отравляет Сунь Ланя проклятием своей Печати Тьмы, а на присутствие тьмы немедленно реагирует и Сяо Синчэнь, таким образом убивая своего друга. Из последних сил тот пытается отдать Синчэню свой меч, чтобы тот прочёл на нём гравировку, но не успевает. | 6 августа 2019  |
| 39 | А-Цин жертвует собой, чтобы помочь Лань Чжаню найти прятавшегося в тумане Сюэ Яна. Вэй Усяню удаётся вернуть Сун Ланю сознание, когда он извлекает из его все гвозди. В бессильной ненависти Сюэ Ян набрасывается на Вэй Усяня, но Лань Чжань отсекает ему руку с мечом. Его пытается спасти неизвестный в маске демона, но тому мешают — Сюэ Ян остаётся один и беспомощен. Лань Чжань, сражаясь ранее с неизвестным, заключает, что тот владеет не только искусством клана Лань, как они заметили прежде, но и некоторыми приёмами клана Цзинь. Сунь Лань, уже восстановивший сознание, свершает свою месть. Флэшбек возвращает к беседе между Сяо Синчэнем и Сюэ Яном, где Синчэнь понимает, что его использовали. Сюэ Ян рассказывает о своей кровной вражде с кланом Чан: в детстве, когда Сюэ Ян был бездомным ребёнком, по нему проехалась телега клана Чан, в результате чего он лишился пальца и его кисть была раздроблена, и смерть всего клана он считает равномерной платой, и упрекает Сяо Синчэня, что если бы тот не догонял его так упорно и не вмешивался бы в его жизнь так настырно, не навязывал всем свою праведность, то ничего бы и не случилось. Он спрашивает, что знает о его жизни посторонний (почти ту же фразу в своё время Вэй Усянь сказал Лань Чжаню после своего возвращения из могильников Илина), и показывает ему уже обращённого в марионетку Сун Ланя. Не выдержав всего этого, Сяо Синчэнь сам наносит себе смертельный порез на шее и умирает. Сюэ Ян намерен воскресить его, использовав ловушку души и Печать Тьмы, но это ни к чему не приводит: душа не хочет возвращаться. Сюэ Ян, по-своему нуждавшийся в Сяо Синчэне, потерпел поражение. Тело А-Цин предают земле. Сун Лань забирает с собой мешочек с осколками души Сяо Синчэня и его меч. На вопрос, что он будет делать дальше, он отвечает, что будет ходить по миру и изгонять зло вместе с Синчэнем. Вэй Усянь говорит, что не знает настанет ли день, когда Сунь Лань и Синчэнь снова свидятся (но, возможно, осколки души однажды действительно можно будет вернуть). В городе И под заклятием подавления Вэй Усянь и Лань Ванцзи находят тело Не Минцзюэ, старшего брата нынешнего главы клана Не (он же Чифэнь-цзун). Все собираются в Таньчжоу: Лань Сычжуй покупает на ярмарке игрушку-бабочку (такую же, как однажды Лань Чжань купил маленькому А-Юаню во время посещения Илина), а Лань Чжань — фонарь с изображением кроликов по просьбе Вэй Усяня. Здесь же они встречаются с Лань Сичэнем, старшим братом Лань Чжаня и главой клана Лань. Хоть Вэй Усянь и не открывался ему специально, Лань Сичень сам догадывается, что под маской Мо скрывается Старейшина Илина. | 7 августа 2019  |
| 40 | На постоялом дворе ученики спорят об отношении к Вэй Усяню, пока Лань Чжань покупает для последнего вино. Теперь, когда у них есть более конкретные подозрения, Лань Сичень просит Вэй Усяня и Лань Чжаня вместе с ним посетить Золотой дворец во время трёхдневного совета кланов и найти доказательства, что к убийствам и всему происходящему как-то причастен клан Цзинь. Но все не так просто, ведь Мо Сюаньюй когда-то и сам принадлежал к этому клану и был изгнан за что-то. В Золотом дворце их приветствует Мэн Яо, который теперь стал главой клана и женат на Цинь Су. Вэй Усянь случайно узнаёт, почему его выгнали из клана: он пытался ухаживать за Цинь Су, женой главы клана. Цзинь Ли наживает себе здесь неприятных врагов, которых у него получается победить при помощи секретных приёмов Вэнь Усяня, и у них получается завести дружбу. Под покровом ночи Лань Чжань и Вэй Усянь при помощи управляемого бумажного человечка проникают в личные покои, где открывает сразу несколько секретов: во-первых, он узнаёт о письме от неизвестного, в котором говорит о том, что к смерти сына Мэн Яо, малолетнего А-Суна, причастен сам Мэн Яо. Во-вторых, он находит в зеркале вход в потайную комнату, где Мэн Яо хранит реликвии, и где сейчас оставляет свою жену, чтобы она ничего не рассказала о письме. В комнате Вэй Усянь находит купчую на земли в Юнмэне, чертежи Печати Тьмы и недостающую и отчасти живую голову Не Минцзюэ. Единственная возможность получить сведения — использовать Сопереживание. | 7 августа 2019  |
| 41 | Через Сопереживание Вэй Усянь погружается в воспоминания Не Минцзюэ и первом его знакомстве с Мэн Яо, который был в его отряде. Мэн Яо непризнанный сын, а потому все гоняют его и заставляют выполнять грязную работу. Не Минцзюэ жалеет его, и в назидание сплетникам делает его помощником в военных делах. Во время атаки клана Вэнь на землях клана Не (серия 10) Мэн Яо убивает командующего мечом клана Вэнь, но и спасает Минцзюэ, загораживая его от удара. Командующий был нежеланным свидетелем того, как Мэн Яо договаривался с кем-то неизвестным, и стал его подозревать. Мэн Яо изгоняют из клана. Следующий раз Минцзюэ встречается с ним во время Низвержения Солнца, где тот хоть и вёл себя опасно и непочтительно, был информатором Лань Сиченя в вопросе расстановки войск. Не Минцзюэ презирает его и не доверяет, но все же становится одним из трёх названных братьев, наравне с Лань Сичэнем и Не Минцзюэ. Лань Сичэнь же полностью доверяет ему, даже обучает мелодии Чистого сердца, что призвана успокаивать буйный нрав (буйный нрав — отличительная черта клана Не, использующего особо сильные сабли), которую тот должен играть для старшего. На самом деле же Мэн Яо вплетал в мелодию Чистого сердца и другую мелодию, действующую на рассудок как медленный яд, а поскольку та отличалась всего одним отрывком, никто не мог бы этого заметить. Не Хуайсан становится свидетелем сумасшествия брата. Все думают, что тот сбежал, но на самом деле Мэн Яо и Сюэ Ян пленили его тело. У них не выходит управлять им с помощью созданной Печати Тьмы, и тогда они его убивают. Вэй Усянь случайно выдаёт присутствие бумажного человечка в хранилище и вступает в схватку с Мэн Яо, для своего спасения используя хранящийся тут же в качестве трофея свой меч, Суйбянь. Теперь тайна Мэн Яо раскрыта. Клан Лань требует допуск в секретную комнату. | 12 августа 2019 |
| 42 | Мэн Яо идёт на уступки, впуская всех в секретную комнату, но играя по своим правилам. Здесь уже нет спрятанной головы, а Цинь Су, которую он же сюда привёл и обездвижил, выхватывает нож и убивает себя на глазах у остальных. Лань Сичэнь рассказывает всем собравшимся историю духа меча и то, как он привёл их сюда. Мэн Яо ловко переигрывает всех, разыгрывая оскорблённую невинность и оскорбляя Мо Сюаньюя в том, что он обманывает всех и что тайком проник в секретную комнату, ведь в прошлом он досаждал Цинь Су, а потому и в её внезапном самоубийстве тоже обвиняет её. Лань Чжань хочет защитить Вэй Усяня, но тот отказывается, не желая его впутывать, а защищаясь от внезапной атаки Су Шэ, бывшего предателя клана Лань, выхватывает лежащий на полке Суйбянь. Мэн Яо говорит, что меч сам себя запечатал и что никто, кроме Старейшины Илина не сможет его вытащить из ножен, а также говорит, что Мо Сюаньюй именно здесь в его бумагах подсмотрел ритуал подношения тела. Теперь, когда тайна его личности открыта, на него будет объявлена охота. Чтобы не подставлять клан Лань, Вэй Усянь просит Лань Чжаня признать, что он был одурачен Старейшиной Илина и так сохранить свою репутацию — но Лань Чжань становится с ним плечом к плечу и, по словам самого Вэй Усяня, которые тот когда-то сказал в Илине, говорит, что его дорожка через пропасть во тьму не так уж и плоха, и хоть теперь он погубит своё доброе имя, он все равно пойдёт за Вэй Усянем. Им почти удаётся выбраться без потерь — но в последний момент Цзинь Лин наносит ему удар в живот, как месть за своих родителей, и ранит так же, как и его дядя когда-то. По пути раненый Вэй Усянь говорит, что когда все пресмыкались перед ним или хвалили его — Лань Чжань был единственным, кто упрекал, а когда все хотят его смерти — Лань Чжань единственный, кто на его стороне. С разрешения Лань Сичэня Вэй Усяня размещают в Облачных Глубинах. Хоть Вэй Усянь видел голову своими глазами, Лань Сичень все ещё не выглядит убеждённым, ведь он так же безоговорочно доверяет Мэн Яо, как в свою очередь Лань Чжань доверяет Вэй Усяню. Чтобы убедить того, Вэй Усянь играет мелодию Чистого Сердца, которой Мэн Яо обучил сам Лань Сичэнь, и тот указывает на совершенную в мелодии ошибку. Но на самом деле это не ошибка, а отрывок из тёмной мелодии, ноты которой должны храниться в закрытой секции библиотеки. | 12 августа 2019 |
| 43 | Доводы Вэй Усяня звучат разумно, к тому же и нотная страница из сборника оказывается вырвана. Чтобы удостовериться, что все так, как говорит Вэй Усянь, мелодию нужно проверить. Лань Сичэнь говорит с Вэй Усянем наедине и по его просьбе рассказывает, что произошло с Лань Чжанем после его падения со скалы. Лань Чжань ревностно защищал пещеру в Илине, служившую Вэй Усяню домом, от обыска и вступил в бой с 33-ю старейшинами кланов. Дядя обрёк его на триста ударов и на три года заточил его в подводную пещеру (след от клейма Вэнь он нанёс себе самостоятельно, чтобы полностью познать боль Вэй Усяня, который защитил своим телом Мянь-Мянь во время инцидента в пещере Черепахи-Губительницы, в оригинальном тексте его подобный срыв объясняется алкогольным опьянением, в дораме шрам присутствует без объяснения причин). Лань Сичэнь приходил к нему с просьбой образумиться, на что Лань Чжань отвечал, что считает Вэй Усяня своей родственной душой, а потому — верит в него. В продолжение этой истории и объясняя упорство Лань Чжаня, Лань Сичэнь рассказывает историю своих родителей и дома, в котором Вэй Усянь и Лань Чжань сейчас живут: их отец встретил их мать возле Гусу и полюбил с первого взгляда, но та не ответила на его чувства и вступила с ним в бой по неизвестным причинам, убив одного из старейшин. Чтобы спасти её от смерти, тому пришлось привезти её в Гусу, но чтобы наказать себя — он принял затворнический образ жизни, и очень редко позволял детям видеться с матерью. После её смерти Лань Чжань продолжал приходить в назначенное время месяца, даже зная, что дверь не откроют. Специально для Вэй Усяня Лань Чжань приносит его любимое вино, «Улыбка Императора». Под первый снег они обсуждают случившееся, и что на самом деле было два звука флейты, что подтвердил и Вэнь Нин, значит вина Вэй Усяня слишком преувеличена и все можно оспорить. Но Вэй Усянь не хочет доказывать свою невиновность, ведь люди все равно будут продолжать его ненавидеть и всем нужна только мишень. Под звуки гуциня, на котором для него играет Лань Чжань, Вэй Усянь говорит о том, как хорошо в этом мире иметь хоть кого-то, кто тебе верит, и что встретить за всю жизнь одну родственную душу уже достаточно, а Лань Чжань — что он сам поступил правильно и что его совесть чиста. В Облачные Глубины прибывает Мён Яо с просьбой позволить осмотреть Гусу в поисках Лань Чжаня и Вэй Усяня, которые так нигде и не объявились. К ним доходят слухи, что на дорогах в Илин собираются мертвецы, якобы призванные Старейшиной Илина, для чего затевается карательный поход кланов. Им приходится разделиться: Вэй Усянь и Лань Чжань отправятся в Илин, а Лань Сичэнь — в Золотой дворец. Перед выходом из Облачных Глубин они снова встречают кроликов, которых здесь многие годы разводит Лань Чжань. | 13 августа 2019 |
| 44 | На пути в Илин Вэй Усянь и Лань Чжань встречают Мянь-Мянь, давно покинувшую свой клан — теперь у неё есть муж — не заклинатель, но самый обычный человек, — и маленькая дочь. Здесь же они встречаются и с Вэнь Нином, который следовал за ними от самого Золотого Дворца и опережал их на пути, убивая марионеток. В разрушенном во время осады много лет назад Илине они освобождают те же учеников, с которыми ранее распрощались после города И. Все это хитроумная ловушка, ведь когда сюда прибывают заклинатели кланов, все выглядит как похищение. У каждого клана есть кровные долги относительно Вэй Усяня и они желают его смерти. Новая волна нападающих вмешивается в их планы, к тому же все неожиданно теряют свои духовные силы. Единственная возможность спастись — укрыться внутри защитного поля пещеры. Здесь они все понимают, что отравлены, кроме самого Лань Чжаня и Вэй Усяня, и кроме размещённых здесь ранее учеников. Под подозрение попадает глава новообразованного клана Су Шэ, в прошлом предатель клана Лань, повторяющий все техники клана Лань, в том числе и игру на гуцине, и постоянно пытающийся подставить или рассорить остальные кланы. Используя мелодию Изгнания нечисти, Су Шэ вставил в неё отрывки другой, что и лишила всех заклинателей их сил. | 13 августа 2019 |
| 45 | Су Шэ действительно оказывается предателем, и у Вэй Усяня есть доказательство этому: вырванные страницы с той же «ошибочной» мелодией, которые он забрал из Золотого Дворца. Су Ше сбегает, ведь он один сохранил свои духовные силы, и повреждает защитное поле пещеры. Лань Чжань догадывается, что именно он был тем таинственным человеком в маске демона, что преследовал их и многократно вступал в бой. Мертвецы почти прорываются в пещеру, Вэнь Нин не может сдержать их сам — тогда Сыджуй и Цзян Лин бросаются ему на помощь. Вэй Усянь своей кровью рисует на себе мишень призыва нечисти: по его плану он загонит всех в источник, место силы, а Лань Чжань уничтожит нападающих, пока остальные сбегут. Благодаря отвлечению, Вэнь Нин расчищает для обессиленных заклинателей путь вниз. Он теряет слишком много собственных сил, и, теряя сознание, называет Сычжуя по первому имени А-Юанем, что для Вэнь Нина кажется подозрительным. На пристани Вэнь Нин убеждается, что Сычжуй, он же Лань Юань, на самом деле его родственник, говорит ему некоторые подробности о нём маленьком, дарит ему такую же плетёную из соломы бабочку, как и та, что Сычжуй купил себе по непонятному наитию, но в объединение семьи вмешивается Цзинь Лин. Все решают отправиться в Пристань Лотоса, куда Цзян Чэн, хоть в довольно грубой форме, но все же приглашает и Вэй Усяня. Вэнь Нин сближается с Сыджуем, но Вэй Усянь все ещё не догадывается, что тот и есть спасённый им когда-то давно ребёнок. На совещание кланов прибывают две таинственных гостьи Сы-Сы и Бицао, которым есть что рассказать. Хоть Цзян Чэн все ещё испытывает противоречивые чувства к Вэй Усяню, он позволяет ему и Лань Чжаню присутствовать на совещании. Вэнь Нин и Сычжуй сближаются, хоть Вэнь Нин и не говорит, что они принадлежат к одной семье, но подтверждает различные воспоминания Сычжуя из детства. Сы-Сы когда-то она была продажной женщиной, и однажды её и многих других доставили к лидеру клана Цзинь, который был связан и обессилен, и Мён Яо, скрывающийся за ширмой, велел им продолжать свою работу, даже если тот умрёт. Выжила лишь она одна (так как была из того же публичного дома, откуда была и мать Мэн Яо), остальные — убиты. Она была заключена в темнице и неизвестный помог ей сбежать. Бицао была доверенной служанкой дома Цинь, матери Цинь Су. Она хранила тайну своей госпожи, что родила Цинь Су не от своего мужа, а от главы клана Цзинь в результате изнасилования. Таким образом Цинь Су и Мэн Яо были не только мужем и женой, но и братом и сестрой. Перед свадьбой Мэн Яо узнал эту тайну, но все равно не отменил свадьбу. Много лет спустя Бицао рассказала об этом в своём письме Цинь Су, и именно из-за этой тайны та и покончила с собой. | 14 августа 2019 |
| 46 | Получив новые сведения, кланы моментально объединяются против клана Цзинь и просят Вэй Усяня, как специалиста по Печати Тьмы, помочь им в этом. Вэй Усянь и Лань Чжань посещают семейный храм клана Цзян, что вызывает ярость у Цзян Чэна. Он выгоняет их из Пристани Лотоса, оскорбляет Лань Чжаня, за которого Вэй Усянь заступается. Все ещё ослабленный после нанесённых на себя знаков, он теряет сознание. Лань Чжань едва ли не вступает в бой с Цзян Чэном, во что вмешивается Вэнь Нин. Он приносит Суйбянь, который носил с собой, и предлагает Цзян Чэну вытащить меч из ножен и, к удивлению Цзян Чэна, запечатанный меч ему поддаётся. Вэнь Нин раскрывает Цзян Чэну правду о его Золотом Ядре, что не существовало никакой странствующей заклинательницы на особенной горе, способной восстановить Золотое Ядро, и что это сестра Вэнь Нина провела первую операцию по пересадке Золотого Ядра от Вэй Усяня. Хоть Цзян Чэн отказывается в это верить, Вэнь Нин знает слишком много подробностей, ведь он был там. Теперь и Лань Чжань впервые слышит и понимает, почему Вэй Усянь не мог идти по пути меча, получал порицание в том, что не носил меч с собой, и постоянные упрёки в использовании Иного Пути — у него не было иного выбора без Золотого Ядра. Они покидают Пристань Лотоса на лодке. Вэнь Нин просит Лань Чжаня не рассказывать, что он сообщил Цзян Чэну правду, а ещё просит не сообщать А-Юаню о том, что тот принадлежит к клану Вэнь. Оба решают, что эта информация узнаётся тогда, когда нужно. Вэнь Нин рассказывает подробности, что для переноса Ядра Вэй Усянь должен был оставаться в сознании две ночи и день, испытывая страшную боль, а также благодарит Лань Чжаня за заботу о А-Юане: Лань Чжань нашёл его одного в пещере на могильных холмах, когда искал тело Вэй Усяня и когда запретил обыскивать Илин, он забрал ребёнка в клан Лань и воспитывал его как своего сына. Вэй Усянь приходит в себя, Лань Чжань говорит, что они покинули Пристань Лотоса с боем. Так как они голодны, Вэй Усянь срывает лотос. Хоть Лань Чжань сначала осуждает это как открытое воровство, сам же срывает лотос для Вэй Усяня, когда тот чувствует себя неловко. Лань Чжань получает почтовую бабочку клана Цзинь: Мэн Яо, известный теперь как Цзинь Гуанъяо, прибывает в Юньпин. Вэй Усянь вспоминает о купчей на землю, которую видел в секретной комнате, и они решают проверить тот участок земли. | 14 августа 2019 |
| 47 | Исследуя Юньпин, Вэй Усянь и Лань Ванцзи обнаруживают там нетипичный храм Гуаньинь, который почему-то располагается в городе. Храм кажется им подозрительным, как и наставники в нём, а в самом храме — подавляющий магический круг. Они узнают, что храм как раз закрывается на три дня, а потому решают вернуться сюда ночью. Здесь же по совпадению оказываются и Лань Сичэнь, и Цзинь Лин. Спасая последнего от неприятностей, им приходится выдать себя. Мэн Яо берёт их в плен, прикладывая смертоносную стрелу к горлу Вэй Усяня. Хоть у Лань Чжаня есть возможность отступить и позвать на помощь, он выбирает временно заблокировать свою духовную силу и остаться с Вэй Усянем и братом. В это время в храме ведутся неизвестные раскопки. Постепенно здесь оказываются все главы кланов, загнанные в умелую ловушку, которых Мён Яо обещает отпустить позже. Единственный предупреждённый и вооружённый здесь Цзян Чэн, но и он не может сопротивляться долго, а Вэй Усянь понимает, что тот знает о пересадке Золотого Ядра. Используя эту информацию на эмоционально нестабильном Цзян Чэне, Мэн Яо побеждает последнего в бою. | 19 августа 2019 |
| 48 | Вэй Усянь и Цзян Чэн затевают ссору. Цзян Чэн говорит, что всегда стремился быть лучше, ведь их постоянно сравнивали не в его пользу, и что он всегда чувствовал себя вторым даже в своей семье, ведь был рождён от нелюбимой женщины, а Вэй Усянь — от любимой. На вопрос, почему о Золотом Ядре он не рассказал раньше, Вэй Усянь просто говорит, что не хотел видеть своего брата таким сломленным, как сейчас, и что все это осталось в его прошлой жизни, а он вернул долг клану Цзян, что когда-то спас его от жизни на улице. Братья примиряются. Солдаты наконец-то раскапывают гробницу, в которой должно находиться тело матери Мэн Яо (на месте публичного дома, который он сжёг, он выстроил храм, и теперь хотел забрать тело матери, чтобы сбежать), но кто-то подменил тело на тело Чифен-цзуня и в курсе его планов. Это все тот же неизвестный, что подговорил Бицао отправить Цинь Су письмо, а также помог сбежать Сы-Сы и незаметно влиял на всю игру извне. Вэй Усянь узнаёт, что то самое проклятье, что послужило конфликтом между ним и Цзинь Цзысюнем на самом деле наслал на него Су Шэ, а подстрекателем к этому был Мэн Яо, который одним разом избавился от двух своих братьев и законных наследников клана, получив эту власть. Мэн Яо в ответ упрекает каждого в его личных грехах: Вэй Усяня за то, что тот считает себя несправедливо обиженным и невиновным, хотя за ним все равно рано или поздно бы пришли, Цзян Чэна за постоянный перенос ответственности с себя на кого-то слабее и в том, что если бы тот поддерживал Вэй Усяня, никому бы не удалось вбить между братьями клин, Лань Сичэня за предвзятое отношение к ученикам других кланов и отказ от полноценной помощи им. Благодаря Вэй Усяню расстановка сил меняется, теперь оружие возвращается к главам кланов и они восстанавливают все предательства Мэн Яо едва ли не по пунктам. | 19 августа 2019 |
| 49 | Мэн Яо просит отпустить его, обещая никогда не возвращаться. Лань Сичэнь все ещё не может поверить в предательство своего лучшего друга, а потому даёт Мэн Яо возможность объясниться в свою защиту, на что тот отвечает, что у него не было выбора. Неизвестный угрожал ему, что откроет всему миру его предыдущие злодеяния и он не мог позволить себе стать посмешищем перед всеми и решил бежать, предварительно вскрыв могилу в Юньмэне. Ему пришлось взять в жены свою сестру чтобы уберечь её от позора и сохранить дружественные отношения кланов, убить своего отца за принесённые ему же годы позора и изгнания. Убийство старших братьев он спланировал (вторым игроком на флейте, переподчинившим себе Вэнь Нина, был Су Шэ), так как отец всегда выделял их как законных сыновей, а его всегда шпынял и отправлял по мелочным поручениям, и даже отказался выкупить из рабства его мать. Притупив внимание слезами, он захватывает в плен Цзян Лина с помощью спрятанной в тело смертельной струны. В храм врывается Вэнь Нин, которым овладел жаждущий мести дух сабли Не Минцзюэ, и Лань Сычжуй, который тщетно пытался его остановить. В суматохе Лань Чжань отрубает Мэн Яо руку. Духа сабли не может усмирить даже Лань Чжань и Лань Сичэнь, поэтому Вэй Усянь использует для этого Печать Тьмы и свою флейту Чэньцин, которую вовремя передаёт ему брат (флейта все это время хранилась у него как реликвия) и усмиряет дух. Су Шэ случайно ранит Не Хуайсана, и дух немедленно реагирует на угрозу для младшего брата, пронзая Су Шэ насквозь, Вэй Усянь утихомиривает его снова. В могилу опускают и Печать Тьмы. Все перевязывают свои раны, и пока Лань Сичэнь перевязывает раненую ногу Не Хуайсана, а Мэн Яо сидит за его спиной, Не Хуайсан поднимает тревогу, что Мэн Яо потянулся за клинком. Лань Сичэнь непреднамеренно и защищаясь пронзает Мэн Яо мечом. | 20 августа 2019 |
| 50 | Мэн Яо смертельно ранен. Не Хуайсан не может точно сказать, видел ли он угрозу по-настоящему, а Мэн Яо внезапно понимает, что наивный и ничего не знающий Не Хуайсан так легко провёл его. В порыве отчаяния он говорит, что никогда не хотел бы причинить вред только одному человеку, Лань Сичэню. Кровь Мэн Яо попадает на запечатанную в гробу Печать Тьмы, что пробуждает её. Храм угрожает обвалиться. Последним действием Мэн Яо выталкивает Лань Сичэня из храма, спасая ему жизнь. Дух сабли наконец-то познаёт свою месть в полном объёме. Со смертью Мэн Яо на руке Вэй Усяня заживает последний порез от пожертвования тела, теперь и его месть завершена тоже. Во всеобщей суматохе Лань Чжань, Вэй Усянь и Вэнь Нин уходят. Цзян Чэн хочет поговорить с братом, но в последний момент отказывается от разговора, что замечает племянник. Цзян Чэн сначала привычно злится на него, но неожиданно становится мягче. Через флэшбек показана его личная тайна: когда он с братом и сестрой скрывались после уничтожения Пристани Лотоса и Вэй Усянь отправился за лекарствами для сестры, он чуть не попался солдатам Вэнь Чао. Именно Цзян Чэн, видя опасность разоблачения для брата, перевёл внимание солдат на себя. Таким образом, оба названных брата втайне и друг для друга пожертвовали самым ценным в мире заклинателей — своим Золотым Ядром. По дороге Лань Чжаня и Вэй Усяня догоняют Вэнь Нин и Лань Сычжуй, и для Вэй Усяня открывается последний секрет: Сычжуй действительно тот самый мальчик А-Юань, которого оберегал и воспитывал Вэй Усянь на могильных холмах Илина. Вэй Усянь решает, что они были хорошими учителями для А-Юаня, хоть его уроки заключались в том, как заставить двигаться картинки красавиц или наблюдать за девушками. Уже взрослый Сычжуй бросается обнимать Вэй Усяню ноги точно так же, как делал в детстве. Их пути расходятся: Сычжуй и Вэнь Нин решают отправиться в Цишань и обустроить могилы для их родных, а после Вэнь Нин просит позволить ему самому решать, куда идти. Лань Чжань и Вэй Усянь возвращаются в Облачные Глубины, где встречают Не Хуайсана. Вэй Усянь полунамёками даёт тому понять, что он в курсе всех его дел. Именно Не Хуайсан был тайным двигателем всей этой истории ради мести Мэн Яо за безумие и смерть своего старшего брата: именно он подтолкнул Мо Сюаньюя к ритуалу пожертвования тела, он подкинул в деревню Мо духа меча, он привёл Сы-Сы и Бицао, он написал анонимное письмо с угрозами, и он же подменил тело в храме. Теперь Лань Чжань занимает титул Бессмертного Владыки, и Вэй Усянь в полушутку спрашивает, не хочет ли Не Хуайсан этот пост, от чего тот отказывается, выбирая вместо него пейзажи Облачных Глубин. Вэй Усянь отправляется в одиночное путешествие, говоря о необъятности мира (теми же словами, что он когда-то давно говорил Лань Чжаню, когда уводил в Илин остатки клана Вэнь) и что однажды они снова увидятся. Он прощается с Лань Чжанем на вершине одной из гор. В неизвестный момент некоторое время спустя он исполняет на вершине горы их песню, а со спины его окликает Лань Чжань, зовущий его по имени. Вэй Усянь с улыбкой оборачивается к нему. Они снова встретились, чтобы никогда впредь не расставаться. | 20 августа 2019 |

## Награды и номинации
| Церемония                                                                         | Категория                                              | Номинирован                                | Результат  | Ссыл.  |
| --------------------------------------------------------------------------------- | ------------------------------------------------------ | ------------------------------------------ | ---------- | ------ |
| 3-й Internet Film Festival                                                        | Лучший Режиссёр                                        | Чан Калам                                  | Победа     | [ 45 ] |
| 3-й Internet Film Festival                                                        | Лучший Новый Актёр                                     | Чжу Цзаньцзинь                             | Победа     | [ 45 ] |
| GQ 2019 Men of the Year                                                           | Прорывной Актёр Года                                   | Ван Ибо                                    | Победа     | [ 46 ] |
| 6-й The Actors of China Award Ceremony                                            | Лучший Актёр (веб-сериал)                              | Сяо Чжань                                  | Номинация  | [ 47 ] |
| Golden Tower Award                                                                | Самая Популярная Дорама                                | Неукротимый                                | Победа     | [ 48 ] |
| Golden Tower Award                                                                | Самый Популярный Актёр                                 | Сяо Чжань                                  | Победа     | [ 48 ] |
| Golden Tower Award                                                                | Самый Популярный Актёр                                 | Ван Ибо                                    | Номинация  | [ 48 ] |
| Sofa Film Festival                                                                | Самый Популярный Актёр Осени                           | Сяо Чжань                                  | Победа     | [ 49 ] |
| 6-й Hengdian Film and TV Festival of China (Wenrong Awards)                       | Лучшая Веб-Дорама                                      | Неукротимый                                | Номинация  | [ 50 ] |
| 6-й Hengdian Film and TV Festival of China (Wenrong Awards)                       | Лучший Режиссёр                                        | Чан Калам                                  | Победа     | [ 50 ] |
| 6-й Hengdian Film and TV Festival of China (Wenrong Awards)                       | Лучший продюсер                                        | Fang Fang                                  | Победа     | [ 50 ] |
| 3-й Yinchuan Internet Film Festival                                               | Лучший Веб-Сериал                                      | Неукротимый                                | Номинация  | [ 50 ] |
| 3-й Yinchuan Internet Film Festival                                               | Лучший Актёр (веб-сериал)                              | Сяо Чжань                                  | Победа     | [ 50 ] |
| 26-й Huading Awards                                                               | Лучший Телевизионный Сериал                            | Неукротимый                                | 10-е место | [ 51 ] |
| 26-й Huading Awards                                                               | Лучший Режиссёр                                        | Chen Jialin                                | Номинация  | [ 51 ] |
| 26-й Huading Awards                                                               | Лучший Продюсер                                        | Yang Xia, Fang Fang, Wang Chu, Liu Mingtie | Номинация  | [ 51 ] |
| 26-й Huading Awards                                                               | Лучший Новичок                                         | Сяо Чжань                                  | Победа     | [ 51 ] |
| 26-й Huading Awards                                                               | Лучший Новичок                                         | Ван Ибо                                    | Номинация  | [ 51 ] |
| 26-й Huading Awards                                                               | Топ-10 Любимых Актёров                                 | Ван Ибо                                    | Победа     | [ 51 ] |
| 2-й Cultural and Entertainment Industry Congress                                  | Лучший Актёр (Дорама)                                  | Сяо Чжань                                  | Номинация  | [ 52 ] |
| 2-й Cultural and Entertainment Industry Congress                                  | Прорывной Актёр                                        | Сяо Чжань                                  | Номинация  | [ 52 ] |
| 2-й Cultural and Entertainment Industry Congress                                  | Прорывной Актёр                                        | Ван Ибо                                    | Номинация  | [ 52 ] |
| 2-й Cultural and Entertainment Industry Congress                                  | Лучшая Пара                                            | Сяо Чжань и Ван Ибо                        | Номинация  | [ 52 ] |
| China Entertainment Industry Summit (Golden Pufferfish Awards)                    | Лучшая Дорама                                          | Неукротимый                                | Победа     | [ 53 ] |
| China Entertainment Industry Summit (Golden Pufferfish Awards)                    | Лучший Маркетинг                                       | Неукротимый                                | Победа     | [ 53 ] |
| China Entertainment Industry Summit (Golden Pufferfish Awards)                    | Продюсер Года                                          | Yang Xia                                   | Победа     | [ 53 ] |
| 7-й Thailand Headlines Person of The Year Awards                                  | Награда за Влияние                                     | Актёрский состав Неукротимого              | Победа     | [ 54 ] |
| Tencent Music Entertainment Awards                                                | Песня Года                                             | «Unrestrained» (Сяо Чжань и Ван Ибо)       | Победа     | [ 55 ] |
| China Golden Rooster and Hundred Flowers Film Festival (1st Network Drama Awards) | Самый Популярный Актёр                                 | Ван Ибо                                    | Победа     | [ 56 ] |
| China Golden Rooster and Hundred Flowers Film Festival (1st Network Drama Awards) | Самый Ожидаемый Актёр                                  | Хэ Пэн                                     | Победа     | [ 56 ] |
| 20-й China Video Awards                                                           | IP of the Year                                         | Неукротимый                                | Победа     | [ 57 ] |
| China Radio Film & TV Media Survey                                                | Outstanding Overseas Promotion Television Series       | Неукротимый                                | Победа     | [ 58 ] |
| Weibo TV Series Awards                                                            | Самый Популярный Телевизионный сериал                  | Неукротимый                                | Победа     | [ 59 ] |
| Weibo TV Series Awards                                                            | Самый Популярный Актёр                                 | Сяо Чжань                                  | 7-е место  | [ 60 ] |
| Weibo TV Series Awards                                                            | Самый Популярный Актёр                                 | Ван Ибо                                    | 4-е место  | [ 61 ] |
| Weibo TV Series Awards                                                            | Самый Популярный Актёр                                 | Сун Цзиян                                  | Номинация  | [ 62 ] |
| Weibo TV Series Awards                                                            | Самый Популярный Актёр                                 | Ван Чжочэн                                 | Номинация  | [ 62 ] |
| Weibo TV Series Awards                                                            | Самый Популярный Актёр                                 | Юй Бин                                     | Номинация  | [ 62 ] |
| Weibo TV Series Awards                                                            | Самый Популярный Актёр                                 | Чжэн Фаньсин                               | Номинация  | [ 62 ] |
| Weibo TV Series Awards                                                            | Самый Популярный Актёр                                 | Лю Хайкуань                                | Номинация  | [ 62 ] |
| Weibo TV Series Awards                                                            | Самый Популярный Персонаж                              | Вэй Усянь                                  | Победа     | [ 63 ] |
| Weibo TV Series Awards                                                            | Самый Популярный Персонаж                              | Лань Ванцзи                                | 2-е место  | [ 63 ] |
| Golden Bud — The Fourth Network Film And Television Festival                      | Лучший Веб-сериал                                      | Неукротимый                                | Номинация  | [ 64 ] |
| Golden Bud — The Fourth Network Film And Television Festival                      | Самый Влиятельный Веб-сериал                           | Неукротимый                                | Победа     | [ 64 ] |
| Golden Bud — The Fourth Network Film And Television Festival                      | Самый Популярный Режиссёр                              | Чан Калам                                  | Победа     | [ 64 ] |
| Golden Bud — The Fourth Network Film And Television Festival                      | Лучший Актёр                                           | Сяо Чжань                                  | Номинация  | [ 64 ] |
| Golden Bud — The Fourth Network Film And Television Festival                      | Лучший Актёр                                           | Ван Ибо                                    | Номинация  | [ 64 ] |
| Golden Bud — The Fourth Network Film And Television Festival                      | Лучший Новичок                                         | Го Чэн                                     | Номинация  | [ 64 ] |
| Golden Bud — The Fourth Network Film And Television Festival                      | Лучший Новичок                                         | Сун Цзиян                                  | Номинация  | [ 64 ] |
| Golden Bud — The Fourth Network Film And Television Festival                      | Лучший Новичок                                         | Ван Чжочэн                                 | Номинация  | [ 64 ] |
| Golden Bud — The Fourth Network Film And Television Festival                      | Лучший Новичок                                         | Чжэн Фаньсин                               | Номинация  | [ 64 ] |
| Golden Bud — The Fourth Network Film And Television Festival                      | Лучший Новичок                                         | Ван Хаосюань                               | Номинация  | [ 64 ] |
| Golden Bud — The Fourth Network Film And Television Festival                      | Новая Энергия                                          | Ван Хаосюань                               | Победа     | [ 64 ] |
| Sogou In Award                                                                    | Дорама Года                                            | Неукротимый                                | Победа     | [ 65 ] |
| Kugou Music Awards                                                                | Песня Года                                             | «Unrestrained» (Сяо Чжань и Ван Ибо)       | Победа     | [ 66 ] |
| Film and TV Role Model 2019 Ranking                                               | Дорама Года                                            | Неукротимый                                | Номинация  | [ 67 ] |
| Film and TV Role Model 2019 Ranking                                               | Актёр Года                                             | Сяо Чжань                                  | Номинация  | [ 67 ] |
| Baidu Fudian Awards                                                               | Топ-10 Телевизионных Сериалов                          | Неукротимый                                | Победа     | [ 68 ] |
| Sina Film & TV Awards                                                             | Топ-10 Телевизионных Сериалов                          | Неукротимый                                | Победа     | [ 69 ] |
| 8-й China Student Television Festival                                             | Самый Просматриваемый Телесериал                       | Неукротимый                                | Победа     | [ 70 ] |
| Tencent Video All Star Awards                                                     | Веб-драма Года                                         | Неукротимый                                | Победа     | [ 71 ] |
| Tencent Video All Star Awards                                                     | Популярные Актёры Года                                 | Сяо Чжань                                  | Победа     | [ 71 ] |
| Tencent Video All Star Awards                                                     | Популярные Актёры Года                                 | Ван Ибо                                    | Победа     | [ 71 ] |
| Tencent Video All Star Awards                                                     | Самый Многообещающий Актёр                             | Лю Хайкуань                                | Победа     | [ 71 ] |
| Tencent Video All Star Awards                                                     | Doki New Force                                         | Ван Чжочэн                                 | Победа     | [ 71 ] |
| Tencent Entertainment White Paper                                                 | Телевизионный Актёр Года                               | Сяо Чжань                                  | Победа     | [ 72 ] |
| Tencent Entertainment White Paper                                                 | Звёздная доска знаменитостей: телевизионный актёр года | Сяо Чжань                                  | Победа     | [ 73 ] |
| Weibo Awards Ceremony                                                             | Горячая Дорама Года                                    | Неукротимый                                | Победа     | [ 74 ] |
| Media and Entertainment Industry Reporter                                         | Инновационный Маркетинг Года                           | Неукротимый                                | Победа     | [ 75 ] |
| Hengdian World Studio Classic Ranking                                             | Самая Популярная Дорама Года                           | Неукротимый                                | Победа     | [ 76 ] |
| Hengdian World Studio Classic Ranking                                             | Самый Популярный Персонаж                              | Вэй Усянь                                  | Победа     | [ 76 ] |
| WeTV 2020 Awards                                                                  | Лучшая уся дорама                                      | Неукротимый                                | Победа     | [ 77 ] |
| WeTV 2020 Awards                                                                  | Лучшая главная мужская роль                            | Сяо Чжань                                  | Победа     | [ 78 ] |